# Liste der Geotope im Landkreis Esslingen
Das Landesamt für Geologie, Rohstoffe und Bergbau (LGRB) am Regierungspräsidium Freiburg hatte 2002 auf dem Gebiet des baden-württembergischen Landkreises Esslingen 89 geschützte Geotope erfasst. Die Landesanstalt für Umweltschutz Baden-Württemberg veröffentlichte diese 2002 in einer Dokumentation, dabei wurden zusätzlich sieben schutzwürdige Geotope ausgewiesen. Inzwischen sind weitere geschützte und schutzwürdige Geotope hinzugekommen. Beim LGRB können inzwischen Informationen über 197 Geotope (Stand 26. Februar 2022) abgerufen werden.
Diese sortierbare Liste der Geotope im Landkreis Esslingen enthält sowohl die in der Dokumentation von 2002 enthaltenen Geotope und auch die inzwischen beim LGRB zusätzlich abrufbaren Objekte.

## Die im Jahr 2002 dokumentierten geschützten und schutzwürdigen Geotope
| Bild | Bezeichnung                                                                    | Stadt oder Gemeinde     | Koordinaten                     | Beschreibung | Schutzgebiets-Nr. der LUBW mit Steckbrief-Link | Geotop-Nr. des LGRB (mit Download-Link) |
| ---- | ------------------------------------------------------------------------------ | ----------------------- | ------------------------------- | --- | ---------------------------------------------- | --------------------------------------- |
|      | Aufgelassener Steinbruch WSW vom Bahnhof Reichenbach                           | Hochdorf                | 48° 42′ 0,8″ N, 9° 27′ 2,4″ O   | Im Gewann Talbach der Gemeinde Hochdorf ca. 1.250 m westsüdwestlich vom Bahnhof Reichenbach an der Fils wurde in einem inzwischen aufgelassenen Steinbruch der Hauptsandsteinhorizont der Angulatensandstein-Formation (früher Schwarzjura alpha) abgebaut. Die Steinbruchwand zeigt eine Wechselfolge von gebanktem gelbbraunem Sandstein und Tonmergellagen. Geschützt als Naturdenkmal Aufgelassener Steinbruch (Angulatensandstein) | 811-60271802                                   | 865 (9468/865)                          |
|      | Aufgelassener Rhätsandsteinbruch SW von Hardt                                  | Nürtingen               | 48° 38′ 11,1″ N, 9° 17′ 48,4″ O | In dem aufgelassenen Steinbruch tritt die Formationsgrenze Trias/Jura zutage. Aufgeschlossen ist die obere Hälfte der hier etwa 8 m mächtigen Rhätkeuper-Formation (dickbankiger, oben plattiger Rhätsandstein) und unterster Unterjura (früher Schwarzjura alpha1). Geschützt als Naturdenkmal Ehemaliger Rhätsandsteinbruch | 811-60493221                                   | 942 (13637/942)                         |
|      | Aufgelassener Steinbruch im Gewann Wasenwiesen ENE von Ohmden                  | Ohmden                  | 48° 39′ 6,2″ N, 9° 32′ 25,8″ O  | In dem Steinbruch, der als großes Loch in das hier ebene Albvorland eingetieft ist, werden Mergelsteine der Posidonienschiefer-Formation (früher Schwarzjura epsilon) abgebaut. Das Gestein besteht überwiegend aus bituminösen Tonmergeln und stellt eine weltbekannte Fossillagerstätte (insbesondere Ichthyosaurier mit Weichteilerhaltung, Fische, Ammoniten, Belemniten und Seelilien) dar. Fossilien sind überwiegend plattgedrückt. Bautechnisch sind nur härtere, meist geringmächtige Zwischenlagen („Fleins“) verwertbar. Das übrige Gestein wird hinsichtlich Fossilien ausgebeutet. Dieser Steinbruch wird stellvertretend für sechs ähnliche, in Betrieb befindliche Steinbrüche der Umgebung angeführt, da bisher noch kein Posidonienschieferbruch geschützt ist. Nicht als Naturdenkmal geschützt, aber vom LGRB als schutzwürdig ausgewiesen. |                                                | 1031 (13693/1031)                       |
|      | Aufgelassener Steinbruch S von Großbettlingen                                  | Großbettlingen          | 48° 35′ 3,3″ N, 9° 18′ 26,4″ O  | Der Steinbruch wurde im oberen Bereich der Posidonienschiefer-Formation (früher: Schwarzjura epsilon) angelegt und hat ein rund sieben Meter mächtiges Aufschlussprofil. Aus der N-Böschung tritt kalkhaltiges Quellwasser aus, setzt kleine Kalktuffpolster ab und sammelt sich in einem Teich. Geschützt als Naturdenkmal Aufgelassener Steinbruch (Zementofen) | 811-60221703                                   | 863 (13573/863)                         |
|      | Aufgelassener Steinbruch SE Burkhardtsmühle NW von Neuenhaus                   | Aichtal                 | 48° 37′ 52,6″ N, 9° 10′ 36,1″ O | Rund 2.300 m nordwestlich des Aichtaler Ortsteils Neuenhaus wurde Stubensandstein abgebaut. Gegenwärtig steht noch eine ca. 3 m mächtige Sandsteinbank an. Dieser Sandstein war auf Grund seiner hohen Festigkeit und seiner guten Bearbeitbarkeit ein gesuchter Werkstein zur Herstellung von Bau- und Mühlsteinen und wurde weithin gehandelt und sogar exportiert. Im Steinbruch befindet sich noch eine kleine Sammlung von Werkstücken und Mühlsteinen. Geschützt als Naturdenkmal Steinbruch im Gewann Mittlere Neuhäuser Wand | 811-60811619                                   | 838 (9811/838)                          |
|      | Aufgelassener Steinbruch am Egenfirst SE von Weilheim                          | Weilheim an der Teck    | 48° 36′ 9,8″ N, 9° 33′ 39,6″ O  | Der aufgelassene Steinbruch erschließt Sandsteine der Ludwigienton-Formation (früher Braunjura beta) in seiner Ausprägung als Unterer Donzdorfer Sandstein. Die Quarzsandsteine sind gelblich-bräunlich und feinkörnig mit unterschiedlichem, meist kalkigem, daneben auch kieseligem oder tonigem Bindemittel. Auf dem Sandsteinkörper liegt ein dünnes Eisenflöz Die Unteren Donzdorfer Sandsteine waren gesuchte Bausteine. Geschützt als Naturdenkmal Steinbruch im Gewann Egenfirst. | 811-60704131                                   | 958 (9921/958)                          |
|      | Aufgelassener Steinbruch im Dentelbachtal W von Neuffen                        | Neuffen                 | 48° 33′ 15,9″ N, 9° 21′ 28,6″ O | Hier wurden früher Blaukalke, ein harter feinkörniger Kalksandstein der oberen Wedelsandstein-Formation (früher Braunjura gamma) abgebaut. Das Gestein verursacht Geländestufen mit anschließenden Verebnungsflächen. Geschützt als Naturdenkmal Steinbruch im Gewann Dentel | 811-60462917                                   | 932 (13632/932)                         |
|      | Aufgelassener Steinbruch am Hörnle SW Neuffen                                  | Neuffen                 | 48° 32′ 42″ N, 9° 21′ 4″ O      | Der große ehemalige Steinbruch ca. 2.000 m südwestlich von Neuffen hat ein über 100 Meter mächtiges Aufschlussprofil ist rund 700 Meter breit. Durch mächtigen Schutt verdeckt sind die Mergelsteine der Impressamergel-Formation (früher Weißjura alpha). Darüber folgen Kalksteine der Wohlgeschichteten Kalk-Formation (früher Weißjura beta) und bis zur Hälfte ihrer Gesamtmächtigkeit die Mergel- und Kalkmergelsteine der Lacunosamergel-Formation (früher Weißjura gamma). Der Steinbruch ist großflächig eingezäunt. Geschützt als Naturschutzgebiet Neuffener Hörnle-Jusenberg. | 1226                                           | 939 (2068/939)                          |
|      | Aufgelassener Steinbruch Sandteich SE von Neidlingen                           | Neidlingen              | 48° 34′ 12,6″ N, 9° 34′ 34,4″ O | Die über 10 Meter hohe Wand des aufgelassenen Steinbruchs erschließt Gesteine der Wohlgeschichteten Kalk-Formation (früher Weißjura beta) in typischer Ausbildung. Die Schichten fallen flach nach Süden ein und weisen kleine, etwa vertikale Abschiebungen auf. Geschützt als Naturdenkmal Geologischer Aufschluß im Gewann Sandteich. | 811-60432831                                   | 928 (13628/928)                         |
|      | Aufgelassener Steinbruch ESE von Neidlingen                                    | Neidlingen              | 48° 34′ 22,2″ N, 9° 35′ 8,6″ O  | Kalksteine der Unteren Felsenkalk-Formation (früher Weißjura delta) mit Glauconitbank. Geschützt als Naturdenkmal Ehemaliger Steinbruch mit Felsen | 811-60432824                                   | 929 (13629/929)                         |
|      | Aufgelassener Steinbruch am Jusi SW von Kohlberg                               | Kohlberg                | 48° 33′ 13″ N, 9° 19′ 51″ O     | Der Jusi ist das zweitgrößte vulkanische Vorkommen des miozänen Schwäbischen Vulkans und liegt südlich der Gemeinde Kohlberg. Einer der ausladenden Sporne des Jusi ist an der Straße Metzingen-Kohlberg direkt angeschnitten. Der Jusi besteht aus Basalttuff mit vielen Nebengesteinen des durchschlagenen Deckgebirges sowie, kleinräumig, auch aus Basalt. Geschützt im Rahmen des Naturschutzgebiets Jusi-Auf dem Berg. | 1192                                           | 867 (4027/867)                          |
|      | Aufgelassener Steinbruch N von Schopfloch                                      | Lenningen               | 48° 33′ 0,6″ N, 9° 31′ 45,3″ O  | Der morphologisch stark gegliederte ehemalige Juramarmor-Steinbruchs der Firma Lauster erschließt Kalksteine der Oberen Felsenkalk-Formation (früher Weißjura epsilon) in massiger Schwammkalkfazies. Geschützt als Naturdenkmal Steinbruch im Gewann Obere Ulrichshalde. | 811-60792443                                   | 912 (13614/912)                         |
|      | Aufgelassene Tongrube N Frickenhausen                                          | Frickenhausen           | 48° 35′ 57,7″ N, 9° 21′ 54,1″ O | Das Restprofil der teilweise verfüllten Tongrube erschließt Tonsteine der Opalinuston-Formation (früher Braunjura alpha) mit überlagerndem Lösslehm. Geschützt als Naturdenkmal Lehmgrube im Gewann Geiselrain. | 811-60201513                                   | 859 (13637/859)                         |
|      | Bachbett und Bachriss der Steinach „Grosses Giess“ S von Linsenhofen           | Neuffen                 | 48° 34′ 26,4″ N, 9° 24′ 55,3″ O | In dem Bachriss ist ein etwa fünf Meter mächtiges Profil der unteren Ludwigienton-Formation (früher Braunjura beta) aufgeschlossen. Eine harte Bank feinkörnigen Sandsteins mit hohem Silt- und Tonanteil bildet infolge der weicheren Tonmergel einen ca. drei Meter hohen Wasserfall, unterhalb dessen das Bachbett kesselförmig ausgeräumt ist. Geschützt als Naturdenkmal Großes Gieß im Gewann Pfaffenhalden | 811-60462928                                   | 841 (13553/841)                         |
|      | Bachriss des Föllbachs mit Wasserfall W Hardt                                  | Aichtal                 | 48° 38′ 29,7″ N, 9° 17′ 10,4″ O | Der Rätsandstein bildet hier einen mehrere Meter hohen, treppenförmig gestuften Wasserfall sowie mehrere kleine Felswände, die mit der Oberkante des Taleinschnitts abschließen. Geschützt als Naturdenkmal Felsengruppe und Wasserfall im Döbelwald | 811-60493219                                   | 837 (13551/837)                         |
|      | Barnberghöhle SE von Neuffen                                                   | Neuffen                 | 48° 32′ 35,6″ N, 9° 24′ 10,7″ O | An der Neuffener Steige, oberhalb des „Blauen Ranks“, liegt die Barnberghöhle am Fuß eines Kalksteinfelsens. Sie ist ca. 46 m lang. In ihr wurde ein menschlicher Schädel entdeckt, außerdem Artefakte aus der Jungsteinzeit. Geschützt als Naturdenkmal Barnberghöhle mit Fels | 811-60462903                                   | 938 (6902/938)                          |
|      | Basalttuff-Steinbruch im Gewann Herbstwiesen NE von Beuren                     | Beuren                  | 48° 34′ 26,4″ N, 9° 24′ 55,3″ O | Die aufgelassene Sandgrube ca. 1.000 m nordöstlich von Beuren ist ebenfalls ein Tuffschlot des Schwäbischen Vulkans. Geschützt als Naturdenkmal Basalttuff-Steinbruch (Basaltgruben). | 811-60110708                                   | 844 (4039/844)                          |
|      | Basalttuffschlot WSW vom Engelhof E von Unterlenningen                         | Lenningen               | 48° 33′ 53,1″ N, 9° 29′ 9,8″ O  | Der im Durchmesser etwa 200 Meter messende Schlot des Schwäbischen Vulkans ist im Zentrum des Anschnitts ist der Basalttuff durch einen kleinen Felsvorsprung aufgeschlossen. Geschützt als Naturdenkmal Vulkanembryo im Gewann Steigäcker. | 811-60792448                                   | 917 (13618/917)                         |
|      | Beurener Rutsch und aufgelassener Steinbruch E von Beuren                      | Beuren                  | 48° 34′ 13″ N, 9° 24′ 58,6″ O   | Rutschung am Albtrauf im oberen Bereich der Impressamergel-Formation (früher Weißer Jura alpha), bogenförmige Abrissnische mit über 100 m langem Schuttfächer. Geschützt als Naturdenkmal Beurener Rutsch im Gewann Beurenberg. | 811-60110708                                   | 845 (13556/845)                         |
|      | Böschung an der Raubersteige N vom Engelhof W von Diepoldsburg                 | Lenningen               | 48° 34′ 14″ N, 9° 29′ 30″ O     | In der bergseitigen Wegböschung ist Basalttuff aufgeschlossen, der in Kontakt mit einer gekippten Oberjurascholle steht. Der Tuff liegt randlich in einem hier angeschnittenen Förderschlot (Durchmesser ca. 300 × 400 m) des „Schwäbischen Vulkans“. Die gekippte Scholle besteht aus gebankten Kalksteinen, die mit etwa 45° gegen den Hang einfallen und Ursache kleinerer Felsstürze sind. Nicht als Naturdenkmal geschützt, aber vom LGRB als schutzwürdig ausgewiesen. |                                                | 1026 (13585/1026)                       |
|      | Böschung bei der Seebrückenmühle N Steinenbronn                                | Leinfelden-Echterdingen | 48° 40′ 39,6″ N, 9° 7′ 35,8″ O  | Rund 500 Meter nördlich des Ortsendes von Steinenbronn sind an der bergseitigen Straßenböschung der L 1208 bei der Seebrückenmühle Sandsteine der Stubensandstein-Formation aufgeschlossen. Hier sind festländisch entstandene Dolomite eingelagert, die als Folge einer Caliche-Bildung (Aufstieg hochmineralischer Salzlösungen in wüstenähnlichem Klima) entstanden sind. Geschützt als Naturdenkmal Geologischer Aufschluß an der Seebrückenmühle. | 811-60782341                                   | 869 (9512/869)                          |
|      | Böschung NE von Linsenhofen gegenüber der Gemeindehalle                        | Frickenhausen           | 48° 34′ 56,1″ N, 9° 22′ 30,3″ O | Hier wird ein im Anschnitt 250 × 450 Meter großer tertiärer Basalttuffschlot mit eingelagerten Weißjurablöcken erschlossen. Geschützt als Naturdenkmal Basalttuff im Gewann Egert. | 811-60201512                                   | 860 (13570/860)                         |
|      | Böschung N des Bachs im Stüble E von Nürtingen                                 | Nürtingen               | 48° 31′ 33″ N, 9° 31′ 9,8″ O    | Am Nordhang einer kleinen Bachklinge im Waldgebiet Stüble ca. 500 m südwestlich von Reudern sind in einer Felsböschung Gesteine der unteren Posidonienschiefer-Formation (früher Schwarzjura epsilon) des Unterjura aufgeschlossen. Zu sehen sind schiefrige bituminöse Tonmergel mit Laibsteinlagen und Mergelkalkbänke (Stinkkalke). Die Schichten sind relativ fossilreich, vor allem Ammoniten und Belemniten können leicht gefunden werden. Nicht als Naturdenkmal geschützt, aber vom LGRB als schutzwürdig ausgewiesen. |                                                | 1029 (9887/1029)                        |
|      | Doline am S-Rand der Schopflocher Torfgrube S von Ochsenwang                   | Lenningen               | 48° 33′ 26,7″ N, 9° 31′ 11,5″ O | Am Südrand des Schopflocher Moors gelegene Doline mit flachem und kurzem, zum Moor gerichtetem Zulaufgraben. Die Doline weist einen Durchmesser von etwa 25 m und eine Tiefe von etwa 5 m auf. Sie ist Bestandteil einer Dolinenansammlung im randlichen Bereich des Moors, der ungefähr mit dem Grenzbereich Basalttuff/Oberjura zusammenfällt. Geschützt im Rahmen des Naturschutzgebiets Schopflocher Moor (Torfgrube). | 1013                                           | 911 (13613/911)                         |
|      | Doline Kesselfinkenloch W Lenningen                                            | Lenningen               | 48° 32′ 45,6″ N, 9° 27′ 8,3″ O  | Unmittelbar am Traufrand, am südlichen Talschluss des Schmaltals 200 m südlich von Hochwang öffnet sich unvermittelt der Einbruchskessel des Kesselfinkenlochs in den massigen Kalksteinen der Unteren Felsenkalk-Formation (früher Weißjura). Die Wände der parallel zum Trauf etwa 12 m langen und 8 m breiten, ungesicherten Grube fallen senkrecht bis zu einer Tiefe von 15 m ab. Eine schmale Naturbrücke im Traufrand zeugt vom ehemaligen Höhleneingang. Geschützt als Naturdenkmal Kesselfinkenloch mit Felspartie und Frühmeßfels. | 811-60792422                                   | 885 (13589/885)                         |
|      | Egelsberg E von Weilheim an der Teck                                           | Weilheim an der Teck    | 48° 37′ 7″ N, 9° 30′ 27,3″ O    | Der etwa 50 Meter über seine nähere Umgebung ragende Egelsberg ist ein flacher, kegelförmiger Basalttuffschlot des „Schwäbischen Vulkans“. Am Nordhang ist der Basalttuff in kleinen Gesteinsentnahmestellen aufgeschlossen. Geschützt als Naturdenkmal Egelsberg. | 811-60704109                                   | 953 (13646/953)                         |
|      | Ehemaliger Steinbruch im Bechtenrain E von Glashütte                           | Filderstadt             | 48° 38′ 24″ N, 9° 10′ 32,8″ O   | In dem aufgelassenen Steinbruch steht Oberer Stubensandstein an. Das etwa 3 Meter mächtige Profil zeigt überwiegend dickbankigen, teilweise plattig absondernden Sandstein mit Schrägschichtungsstrukturen und eingelagerten pelitischen Linsen. Geschützt als Naturdenkmal Ehemaliger Steinbruch mit Tümpel im Bechtenrain. | 811-60771415                                   | 858 (13568/858)                         |
|      | Ehemaliger Steinbruch im Millot, Nürtingen (ND 47)                             | Nürtingen               | 48° 37′ 12,6″ N, 9° 19′ 23,3″ O | Das Restprofil des teilverfüllten Steinbruchs zeigt dickbankige verkieselte Sandsteine der Rhätsandstein-Formation. Die ebenen vertikalen Kluftflächen weisen lokal Kalktuffbestege auf. Nicht als Naturdenkmal geschützt. |                                                | 943 (13638/943)                         |
|      | Elternstein ESE von Köngen                                                     | Köngen                  | 48° 41′ 37,3″ N, 9° 23′ 27,1″ O | Am Talhang des Neckar ca. 2.100 m ostnordöstlich der Ortsmitte von Köngen steht an der Felsböschung der Elternstein an. Es handelt sich hierbei um einen dickbankigen, zum Teil plattig ausgebildeten Sandstein der Rhätkeuper-Formation im Oberkeuper. Der sehr harte, verkieselte Sandstein zeigt aufgrund höheren Eisengehalts überwiegend rötliche Gesteinsfarbe, die von der sonst üblichen gelblichen Farbe der Rhätsandsteine deutlich abweicht. Geschützt als Naturdenkmal Elternstein. | 811-60352113                                   | 866 (9516/866)                          |
|      | Felsböschung der Panoramastraße in Zizishausen                                 | Nürtingen               | 48° 38′ 30,1″ N, 9° 20′ 27,3″ O | Das etwa 4 m mächtige Aufschlussprofil in der Hangböschung in Zizishausen (Panoramastraße) zeigt dickbankigen, überwiegend verkieselten Sandstein der Rhätkeuper-Formation. Die Gesamtmächtigkeit des wegen seines nur lückenhaften Vorkommens im Albvorland selten aufgeschlossenen Rhätsandsteins beträgt hier ca. 6 m. Dieser macht sich morphologisch als deutliche Geländekante bemerkbar. Geschützt als Naturdenkmal Geologischer Aufschluß an der Panoramastraße. | 811-60493243                                   | 944 (6601/944)                          |
|      | Felsböschung Hochwanger Steige ESE von Hochwang Lenningen                      | Lenningen               | 48° 32′ 56″ N, 9° 27′ 26,4″ O   | In der bergseitigen Straßenböschung sind Kalksteine und Mergel des Grenzbereichs Lacunosamergel-/Untere Felsenkalk-Formation (früher Weißjura gamma u. delta) mit einsetzender Verschwammung aufgeschlossen. Die Schichtgrenze weist ein unruhiges Relief auf. Nicht als Naturdenkmal geschützt, aber vom LGRB als schutzwürdig ausgewiesen. |                                                | 1011 (13690/1011)                       |
|      | Felsengruppe beim Bahnhöfle S von Neidlingen                                   | Neidlingen              | 48° 33′ 14,7″ N, 9° 33′ 27,9″ O | Südlicher Teil des hier aus Kalksteinen der Unteren Felsenkalk-Formation (früher Weißjura delta) bestehenden Felsensaums an der Oberkante des Albtraufs. Das als Massenkalk entwickelte Gestein bildet kleine Plattformen mit senkrecht abfallenden Wänden. Geschützt als Naturdenkmal Felsengruppe beim Bahnhöfle (Weiße Wand). | 811-60432805                                   | 924 (13625/924)                         |
|      | Felsgruppe mit Blockfeld und Bachbett des Föllbachs im Döbelwald W von Hardt   | Wolfschlugen            | 48° 38′ 24,2″ N, 9° 17′ 19,2″ O | Im Bachbett und am Ufer des Föllbachs ca. 800 m westlich von Hardt fallen große Gesteinsblöcke auf, die aus Sandsteinen der in höheren Hangbereichen anstehenden Rhätkeuper-Formation (ko) bestehen. Es handelt sich um Wanderblöcke, die auf bzw. mit tonigem und durch Feuchtigkeitsaufnahme aufgequollenem Knollenmergel talwärts bis hierher gewandert sind. Die roten Ton- und Mergelsteine sind an Hangabrissen gut zu studieren. Eingeschlossen sind weißliche härtere Steinmergelknollen. Diese Knollenmergel bilden sehr instabile und für Bauplanungen jeglicher Art äußerst problematische Untergründe, bei denen Hangrutschungen und Bodenfließen nach Wasserzutritt fast vorprogrammiert sind. Geschützt als Naturdenkmal Felsengruppe und Wasserfall im Döbelwald. | 811-60493219                                   | 940 (10061/940)                         |
|      | Felsenpartie und Höhle des Breitensteins WNW von Ochsenwang                    | Bissingen an der Teck   | 48° 35′ 0,9″ N, 9° 30′ 4,1″ O   | Typischer Felsenkranz an der Oberkante des Albtraufs, der hier eine halbkreisförmige Plattform mit überwiegend senkrecht abfallenden Wänden bildet. Unter dem Breitenstein liegen in den Kalksteinen der Unteren Felsenkalk-Formation (früher Weißjura delta) mehrere Kleinhöhlen, z. B. die Breitensteinhöhle (800 m NN, L 25 m). Geschützt als Naturdenkmal Felspartie des Breitenstein. | 811-60120803                                   | 853 (13564/853)                         |
|      | Felsenpartie Heimenstein mit Höhle S von Neidlingen                            | Neidlingen              | 48° 33′ 26,1″ N, 9° 33′ 17,8″ O | Nördlicher Teil des hier aus Kalksteinen der Unteren Felsenkalk-Formation (früher Weißjura delta) bestehenden Felsensaums an der Oberkante des Albtraufs. Am Ostende dieses fast 1.000 m langen Felsensaums befindet sich die Heimensteinhöhle, eine Durchgangshöhle mit lokal gut ausgebildetem Flusshöhlenprofil (mit Auskolkungen und Wasserstandsmarken). Die Länge der Höhle beträgt etwa 80 m. Geschützt als Naturdenkmal Felsenpartie Heimenstein. | 811-60432806                                   | 923 (13624/923)                         |
|      | Felsen unterhalb der Ruine Reußenstein S von Neidlingen                        | Neidlingen              | 48° 33′ 40,4″ N, 9° 33′ 59,9″ O | Der Reußenstein stellt einen markanten spornartigen Vorsprung der Oberkante des Albtraufs dar. Die Kalksteine der Unteren Felsenkalk-Formation (früher Weißjura delta) bilden hier senkrechte Wände mit einer Gesamthöhe von etwa 60 m und Plattformen verschiedener Größe in unterschiedlicher Höhe. Neben Felsnadelbildungen sind noch mehrere kleinere Höhlen zu erwähnen. Geschützt als Naturdenkmal Reußenstein. | 811-60432813                                   | 926 (13626/926)                         |
|      | Felsgruppen und Höhlen Bissinger Loch unterhalb Rauberhof SW Ochsenwang        | Bissingen an der Teck   | 48° 34′ 13″ N, 9° 30′ 3,7″ O    | In der Felswand unterhalb der Oberkante des Albtraufs in den Kalksteinen der Unteren Felsenkalk-Formation (früher Weißjura delta) befinden sich die Eingänge der Rauberweidhöhle (Länge ca. 70 m, EH ca. 4 m, EB ca. 2,5 m) und des Bissinger Lochs (Länge ca. 58 m, EH ca. 3 m, EB ca. 1,3 m). Beide Karsthöhlen besitzen rundlich ausgekolkte Eingangsformen. Geschützt als Naturdenkmal Höhlen unterhalb dem Rauberhof. | 811-60120802                                   | 852 (13563/852)                         |
|      | Felspartie im Tobeltal mit Höhlen E von Lenningen                              | Lenningen               | 48° 33′ 15,9″ N, 9° 29′ 11,9″ O | Am N-Hang des Tobeltals bilden Kalksteine der Unteren Felsenkalk-Formation (früher Weißjura delta) in einem etwa 400 m langen Felsenkranz die Oberkante des Albtraufs. Es sind überwiegend Felsen mit kleiner Plattform und senkrecht abfallenden Wänden. Sie enthalten kleinere Höhlen, von denen folgende die wichtigsten sind: Tobelhöhle l (L ca. 23 m), Tobelhöhle 2 (L ca. 16 m), Tobelhöhle 3 (L ca. 10 m) und der Tobelkamin (L ca. 11 m). Geschützt im Rahmen des Naturschutzgebiets Nr. 1265 Tobeltal mit Mittagsfels und Wielandstein. | 1.265                                          | 887 (13591/887)                         |
|      | Felspartie unterhalb der Ruine Rauber N Lenningen                              | Lenningen               | 48° 34′ 22,2″ N, 9° 29′ 17,4″ O | Der Untergrund der Ruine Rauber besteht aus Kalksteinen der Unteren Felsenkalk-Formation (früher Weißjura delta) in Massenkalkausbildung mit lokal angedeuteter Schichtung und baut hier den Grat des weit nach NW ziehenden Albtraufsporns auf. Der massige Fels ist durch zahlreiche überwiegend nördlich streichende Vertikalklüfte gekennzeichnet, die weit offenständig und lokal in horizontaler Richtung höhlenartig erweitert sind. Wenig unterhalb der Ruine Rauber befindet sich die schmale Einstiegsöffnung zur Rauberhöhle, einer bis 37 m langen Spaltenhöhle. In der gleichen Felswand befindet sich auch die Kleine Rauberhöhle (L 12 m) und nicht weit entfernt die Rauberweghöhle (L 10 m). Geschützt als Naturdenkmal Felspartie Rauber. | 811-60792431                                   | 916 (13617/916)                         |
|      | Felspartie der Teck mit Sibyllenhöhle                                          | Owen                    | 48° 35′ 19,1″ N, 9° 28′ 12,1″ O | Den Untergrund der Ruine Teck bildet Massenkalk im Niveau der Unterer Felsenkalk-Formation (früher Weißjura delta) mit senkrechter Wand nach W, die die Oberkante des hier als schmaler Sporn nach NNW reichenden Albtraufs aufbaut. Unterhalb des Teckturms befindet sich die große Eingangshalle (EB ca. 10 m, EH ca. 5 m) der etwa 23 m langen Sibyllenhöhle. Diese ist durch nur etwa 4 m Versturz von der Sibyllengegenhöhle getrennt, deren Eingang auf der gegenüberliegenden Seite der Teck liegt und die ursprüngliche Fortsetzung der Sibyllenhöhle darstellt. Geschützt im Rahmen des Naturschutzgebiets Nr. 1237 Teck. | 1.237                                          | 948 (13641/948)                         |
|      | Felsspalten am Bauerlochberg W Molach                                          | Neuffen                 | 48° 32′ 53,4″ N, 9° 24′ 16,7″ O | Unmittelbar an der Oberkante des Albtraufs befindet sich hier ein Bereich mit mehreren hangparallelen Abrissklüften. Die Felsspalten („Hölllöcher“) sind bis zu mehreren Metern breit, bis über 20 m lang und bis zu 5 m tief. Der hier vertikal geklüftete Kalkstein der Unteren Felsenkalk-Formation (früher Weißjura delta) zeigt eine für den Albtrauf typische Verwitterungserscheinung. Die größere Spalte wird von einem eisernen Steg überbrückt. Wenige Meter nördlich des Stegs öffnet sich der Einstieg zum Neuffener Höllochschacht mit einer Tiefe von 47 m und einer Länge von 115 m. Geschützt als Naturdenkmal Hölllöcher im Gewann Bauerlochberg. | 811-60462921                                   | 935 (13635/935)                         |
|      | Feuerbölle mit aufgelassenem Steinbruch SW Owen                                | Owen                    | 48° 34′ 35,1″ N, 9° 26′ 34,1″ O | In dem SSW von Owen durch die Erdoberfläche angeschnittenen Förderschlot (Durchmesser ca. 200 m) des „Schwäbischen Vulkans“ ist ein seit längerer Zeit aufgelassener Steinbruch angelegt. In diesem ist das einzige bisher bekannte Vorkommen liquidmagmatischen Gesteins der zahlreichen Schlote innerhalb des Untersuchungsgebiets aufgeschlossen und liegt als Gang innerhalb des anstehenden Basalttuffs vor. Geschützt als Naturdenkmal Basalttuffbruch Feuerbölle. | 811-60543603                                   | 949 (13642/949)                         |
|      | Gelber Fels mit Veronikahöhle ESE Owen                                         | Owen                    | 48° 34′ 54,8″ N, 9° 28′ 18,2″ O | Der Gelbe Fels besteht aus Kalksteinen der Unteren Felsenkalk-Formation (früher Weißjura delta), die hier als stark verschwammte Bankkalke und flaserige Schwammkalke sowie als Massenkalke (oberer Bereich) ausgebildet sind und den Felsenkranz an der westlichen Kante der hier spornartig nach N vorspringenden Albhochfläche aufbauen. Am Fuß des Gelben Felses befindet sich der Eingang zur 31 m langen Veronikahöhle (EH ca. 6 m, EB ca. 3 m). Sie ist an Klüften angelegt und steht in Verbindung mit dem Verena-Beutlins-Loch, einer bis etwa 6 m befahrbaren Schachthöhle mit Eingang auf dem Gelben Fels. In der Nähe dieses Eingangs ist als Höhlenrest noch ein kleinerer Felstorbogen (Naturbrücke) erhalten. In nächster Nähe der Veronikahöhle liegen noch die Eingänge zur Kolkhöhle (L 14 m) und zur Etagenhöhle (EB 3 m, EH 1,4 m, L 23 m). Geschützt im Rahmen des Naturschutzgebiets Nr. 1237 Teck. | 1.237                                          | 915 (13616/915)                         |
|      | Goldloch bei Schlattstall E Grabenstetten                                      | Lenningen               | 48° 31′ 23,4″ N, 9° 29′ 26,4″ O | Die Goldlochquelle entspringt wenig oberhalb von Schlattstall aus einer Quellhöhle in den Kalksteinen der Wohlgeschichteten Kalk-Formation (früher Weißjura beta). Die Karstquelle hat ihren Namen nach einer früheren, allerdings erfolglosen Goldsuche. In niederschlagsarmen Zeiten fällt die Goldlochquelle trocken, wogegen eine ca. 30 Meter tiefer im Hangschutt entspringende Quelle weiterhin und seit Jahren immer stärker schüttet – ein gutes Beispiel für rezente Wanderung von Quellaustritten im Karst! Nur wenig nordwestlich davon entspringt aus derselben geologischen Formation eine weitere Quelle, beide fließen zur Schwarzen Lauter einer der Quellflüsse der Lenninger Lauter. Geschützt im Rahmen des Naturschutzgebiets Nr. 1152 Oberes Lenninger Tal mit Seitentälern. | 1.152                                          | 905 (13642/905)                         |
|      | Großer Erdschlipf am WNW-Hang des Boßler ESE von Weilheim                      | Weilheim an der Teck    | 48° 36′ 21,9″ N, 9° 35′ 17,4″ O | Der Große Erdschliff am westlichen Hang des Boßler ist einer der zahlreichen Bergrutsche, die am Albtrauf schon immer stattgefunden haben und die maßgeblich an der Zurückverlegung des Albtraufs beteiligt sind. Dieser schon vor langer Zeit stattgefundene Rutsch entblößt heute in einer über 150 m breiten und 20 m hohen Abrisswand, die im unteren Teil durch Hangschutt schon weitgehend verdeckt ist, Kalksteinschichten der Wohlgeschichteten Kalk-Formation (früher Weißjura beta). Ursächlich für den Bergrutsch waren die liegenden Ton- und Mergelsteine der Impressamergel-Formation (früher Weißjura alpha), die nach übermäßigen Niederschlägen zur Quellung und zum Bodenfließen neigen, worauf die darüber liegenden Gesteinsschichten aus dem Verband abbrechen und zu Tal stürzen. Geschützt als Naturdenkmal Großer Erdschliff. | 811-60704117                                   | 955 (13642/955)                         |
|      | Gutenberger Höhle N Gutenberg                                                  | Lenningen               | 48° 32′ 34,8″ N, 9° 31′ 21,2″ O | Die Gutenberger Höhle gilt als eine der schönsten Tropfsteinhöhlen der Schwäbischen Alb. Wie bei der nahe gelegenen Gußmannshöhle handelt es sich auch hier um eine Klufthöhle, allerdings im höher liegenden Übergangsbereich zwischen gebankten Kalken und Massenkalken der Unteren Felsenkalk-Formation (früher Weißjura delta). Die Höhle weist sechs größere Hallen auf, die durch schmale, hohe Gänge miteinander verbunden sind. Der Reichtum an Tropfsteinen und Sinterformen ist bemerkenswert, vor allem im hinteren Teil der Höhle. Geschützt im Rahmen des Naturschutzgebiets Nr. 1152 Oberes Lenninger Tal mit Seitentälern. | 1.152                                          | 871 (13642/871)                         |
|      | Gußmannshöhle N Gutenberg (ND 29)                                              | Lenningen               | 48° 32′ 33,2″ N, 9° 31′ 10,9″ O | Klufthöhle mit mehreren schmalen und hohen Gängen, die in vier große Hallen führen. Entstanden ist sie in der Unteren Felsenkalk-Formation des Oberjura (früher Weißjura delta). Die Höhle wurde schon früh elektrisch beleuchtet, so dass der sehenswerte Tropfsteinschmuck nicht sehr lange den rußenden Pechfackeln ausgesetzt war. Tiefe Schächte, hoch reichende Deckenspalten, Sinterfahnen, malerische Tropfsteine, ein wassergefülltes Sinterbecken sowie Deckensinter machen den Besuch der Höhle zu einem besonderen Erlebnis. Geschützt im Rahmen des Naturschutzgebiets Nr. 1152 Oberes Lenninger Tal mit Seitentälern. | 1.152                                          | 870 (13642/870)                         |
|      | Hangrutsch und Abrissklüfte im Pferch NNE von Ochsenwang                       | Bissingen an der Teck   | 48° 35′ 0,6″ N, 9° 30′ 55,4″ O  | Der Pferch, ca. 750 m nordnordöstlich von Ochsenwang, bezeichnet ein altes Bergsturzgelände, das durch Abbruch von der Oberkante des Albtraufs entstanden ist. Die im Grundriss etwa dreieckige Abrissnische mit den Maßen 200 × 250 × 300 m entblößt Kalksteine der Unteren Felsenkalk-Formation (früher Weißjura delta). Die Ruschscholle ist stark zerblockt, auf ihrer annähernd horizontalen Oberfläche finden sich mehrere große Felsspalten, die bis 40 m lang, bis 5 m breit und bis 4 m tief sein können. Unterhalb der Rutschscholle reicht das Hangschuttfeld noch gut 500 m weiter bergab. Geschützt als Naturdenkmal Abgesunkene Felsmassen (Felsenkessel des Pferchs). | 811-60120804                                   | 854 (13642/854)                         |
|      | Heidenfelsen mit Heidenhöhle S Hepsisau                                        | Neidlingen              | 48° 34′ 37,3″ N, 9° 54′ 0″ O    | Es handelt sich hier um eine knapp unterhalb der Albhochfläche befindliche, aus Schwammkalken der Unteren Felsenkalk-Formation (früher Weißjura delta) bestehende Felsgruppe. An ihrem Fuß liegt der Eingang des Heidenlochs, einer etwa 15 m langen Horizontalhöhle. Geschützt als Naturdenkmal Heidenfelsen mit Heidenhöhle. | 811-60432801                                   | 921 (13622/921)                         |
|      | Himmelreichfelsen ENE Unterlenningen                                           | Lenningen               | 48° 34′ 7,7″ N, 9° 29′ 12,4″ O  | Der Himmelreichfelsen bildet hier als steil abfallender Felsensaum die Oberkante des Albtraufs und besteht aus Unterem Massenkalk und verschwammten Bankkalken im Niveau der Unteren Felsenkalk-Formation (früher Weißjura delta). Neben kleinen Felsnadeln ist noch eine an einer Kluft angelegte Höhle (EH ca. 5 m, EB ca. 2 m) zu erwähnen. Geschützt als Naturdenkmal Lämmlesfels mit Höhle und Himmelreichfels. | 811-60792449                                   | 919 (13642/919)                         |
|      | Holderstein SE von Hohengehren                                                 | Baltmannsweiler         | 48° 45′ 18,2″ N, 9° 27′ 40,9″ O | Der Holderstein befindet sich im Wald ca. 800 m südöstlich von Hohengehren in einer Seitenklinge zum Reichenbach. Es handelt sich um eine grottenartige Hohlkehlenbildung im Oberen Stubensandstein. Härtere Sandsteinbänke bilden das Dach der Sandsteingrotte, darunter wurden weichere Sandsteinschichten mehrere Meter tief ausgehöhlt. In die Dachbank ist eine kleine Rinne eingetieft, durch die normalerweise nur ein kleines Rinnsal fließt. Bei stärkeren Niederschlägen oder nach der Schneeschmelze wird daraus ein Wasserfall, der in einen breiten ausgekolkten Kessel fällt. Insgesamt zeigt die Felsbildung einen hufeisenförmigen Grundriss. Geschützt als Naturdenkmal Stubensandsteinfelsen im Keuper mit Wasserfall (Holderstein). | 811-60070502                                   | 840 (13642/840)                         |
|      | Höhle Bauerloch SW Erkenbrechtsweiler                                          | Neuffen                 | 48° 33′ 53,1″ N, 9° 29′ 9,8″ O  | Eine schluchtartig in den Albtraufhang eingetiefte Quellnische mit bis zu 20 Meter hohen Steilwänden. Aus der intermittierenden Karstquelle fließt bei hohem Karstwasserspiegel der etwa 142 m langen Bauerlochhöhle ein Höhlenbach und speist den Dürrenbach, der 70 m tiefer entspringt. Geschützt als Naturdenkmal Bauerlochhöhle und Magerrasen im Gewann Bauerlochberg. | 811-60462912                                   | 934 (9468/934)                          |
|      | Hohegreutfelsen SE Lenningen                                                   | Lenningen               | 48° 32′ 46,7″ N, 9° 29′ 22,8″ O | Der aus Kalksteinen der Unteren Felsenkalk-Formation (früher Weißjura delta) bestehende Hohgreutfelsen befindet sich am nördlichen Talhang der Lauter etwas unterhalb der Oberkante des Albtraufs. Er blieb als turmförmig herausgewitterter Härtling erhalten, während letztere etwas zurückgewichen ist. Unterhalb des Hohgreutfelsens befindet sich das Hohgreutfelstor mit einer Breite von 2,3 m und einer Höhe von 4,3 m. Ca. 50 m südlich befindet sich der Eingang zur ca. 15 m tiefen Fensterhöhle. Geschützt als Naturdenkmal Felspartie Hohes Greut. | 811-60792419                                   | 889 (9468/889)                          |
|      | Höllstern N Gutenberg                                                          | Lenningen               | 48° 32′ 3,1″ N, 9° 30′ 39,9″ O  | Tief eingeschnittene Quellnische in den Kalksteinen der Wohlgeschichteten Kalk-Formation (früher Weißjura beta), an deren Fuß sich hangseitig der künstlich erweiterte Eingang des Höllsternbröllers, einer engen, etwa 350 m langen Karsthöhle befindet. Ca. 100 m höhleneinwärts erreicht man den ständig zur am O-Rand der Quellnische gelegenen Höllsternquelle fließenden Höhlenbach. Der Überlauf der gefassten Quelle fließt über treppenförmige Kalksteinbänke ab. Bei starken Niederschlägen fließt auch aus der Höhle Wasser. Die Quelle wird teilweise durch Wasser des ungefähr 3 km entfernten Schopflocher Moors gespeist. Geschützt im Rahmen des Naturschutzgebiets Nr. 1152 Oberes Lenninger Tal mit Seitentälern. | 1.152                                          | 875 (13564/875)                         |
|      | Kalksinterrücken in einer Hangböschung mit Quellen im Rinnenwald bei Lenningen | Lenningen               | 48° 32′ 28,8″ N, 9° 29′ 35,8″ O | Rund 1.800 m südöstlich der Ortsmitte von Oberlenningen kommt es durch Kalkabscheidung zu einer besonders bemerkenswerten Kalktuffbildung. Es handelt sich um einen Kalktuffrücken von ca. 16 m Länge, 0,5–3 m Breite und bis 2 m Höhe mit auf dem Kamm verlaufender Wasserrinne. Das kalkreiche Wasser entstammt zwei Schichtquellen, die an der Grenze Impressamergel-/Wohlgeschichtete Kalk-Formation (früher Weißjura alpha/beta) austreten und den ganzen Hang darunter mit Kalktuff überziehen, ein Vorgang, der auch heute noch ständig andauert, was besonders durch den dichten Moosbewuchs begünstigt wird. Geschützt als Naturdenkmal Feuchtgebiet im Gewann Rinne (Schmale Wasserrinne). | 81160792-416                                   | 890 (9468/890)                          |
|      | Kazmaierhöhle ESE Weilheim an der Teck                                         | Weilheim an der Teck    | 48° 36′ 8,9″ N, 9° 35′ 19,1″ O  | Die Kazmaierhöhle befindet sich in der Unteren Felsenkalk-Formation (früher Weißjura delta). Sie besitzt einen türgroßen, künstlich erweiterten Eingang. Einige Meter oberhalb liegt der Eingang einer wahrscheinlich in Verbindung mit der Kazmaierhöhle stehenden Schachthöhle. Geschützt als Naturdenkmal Kazmaierhöhle. | 811-60704116                                   | 957 (13642/957)                         |
|      | Konradfelsen mit Hölloch S Lenningen                                           | Lenningen               | 48° 32′ 22,1″ N, 9° 28′ 5,6″ O  | Der Konradfelsen ist ein am Albtrauf befindlicher, als kegel- bis turmförmiger Einzelfels herauspräparierter Basalttuffschlot des „Schwäbischen Vulkans“. Infolge unterschiedlicher Verwitterungsresistenz des Gesteins entstanden kleinere Überhänge. Geschützt als Naturdenkmal Konradfelsen mit Basaltblockhalde und Aibereschloch. | 811-60792418                                   | 886 (13642/886)                         |
|      | Kleiner Erdschlipf am NW-Hang des Boßler E Weilheim an der Teck                | Weilheim an der Teck    | 48° 36′ 44,5″ N, 9° 35′ 43,5″ O | Der Kleine Erdschliff ist ein am Albtrauf gelegenes Bergrutschgelände mit einer ca. 100 m breiten Abrissnische, in der Untere Oberjuramergel (Impressamergel-Formation, früher Weißjura alpha) und Kalksteine der Wohlgeschichteten Kalk-Formation (früher Weißjura beta) zutage treten. Unterhalb schließt sich ein großer, vorwiegend überwachsener Schuttkegel an. Hakenschlagende Bäume zeigen, dass die abgeglittenen Massen noch in Bewegung sind. Geschützt als Naturdenkmal Kleiner Erdschliff. | 811-60704118                                   | 956 (13642/956)                         |
|      | Klinge des Klingholzbachs im Gewann Mönchberg-Klinghölzer SE von Obertürkheim  | Esslingen am Neckar     | 48° 45′ 39,7″ N, 9° 16′ 33,2″ O | Die Klinge des Klingholzbachs zwischen Obertürkheim und Rüdern ist im unteren Teil schluchtartig in den nordöstlichen Talhang des Neckar eingetieft. Hier ist ein fast vollständiges Profil im Mittelkeuper von der Bunte Mergel-Formation (km3) bis zur Stubensandstein-Formation (km4) aufgeschlossen: Untere Bunte Mergel, Kieselsandstein, Obere Bunte Mergel bis in den unteren Stubensandstein. Dabei wirken härtere Sandsteinbänke des Kieselsandsteins und des Stubensandstein als Wasserfallbänke, über die der Bach bis mehrere Meter hinab stürzt. Nicht als Naturdenkmal geschützt, aber vom LGRB als schutzwürdig ausgewiesen. |                                                | 1004 (9455/1004)                        |
|      | Klinge N von Beuren                                                            | Beuren                  | 48° 35′ 35,8″ N, 9° 24′ 17,2″ O | In der Klinge sind Silt- und Tonsteine sowie gebankter Sandstein der Ludwigienton-Formation (früher Braunjura beta) aufgeschlossen. Letzterer bildet eine etwa zwei Meter hohe Wasserfallstufe. Fundmöglichkeiten von Fossilien. Nicht als Naturdenkmal geschützt, aber vom LGRB als schutzwürdig ausgewiesen. |                                                | 999 (13687/999)                         |
|      | Marienfels mit Höhlen W von Erkenbrechtsweiler                                 | Beuren                  | 48° 33′ 18,1″ N, 9° 24′ 55,1″ O | Felsenkranz mit kleinen Plattformen und senkrecht abfallenden Wänden. Lokal sind Felsnadeln vorhanden. Der Felsen weist fünf benannte Höhlen auf, darunter die Wilhelmshöhle mit 168 Metern Länge. Geschützt als Naturdenkmal Marienfels mit Wilhelmshöhle. | 811-60110704                                   | 848 (13556/848)                         |
|      | Mondmilchhöhle S Gutenberg                                                     | Lenningen               | 48° 31′ 18,8″ N, 9° 31′ 15″ O   | Die nördlich unterhalb der Ruine Sperberseck gelegene, etwa 90 m lange Höhle erstreckt sich in der Oberen Felsenkalk-Formation (früher Weißjura epsilon). Der Name ist auf die Bezeichnung Montmilch (= „Bergmilch“) zurückzuführen, eine weiche, wasserreiche und weiße Kalkablagerung an Höhlenwänden. Von dieser Ablagerung ist jedoch in der Höhle nicht mehr viel anzutreffen. Geschützt im Rahmen des Naturschutzgebiets Nr. 1152 Oberes Lenninger Tal mit Seitentälern. | 1.152                                          | 883 (13587/883)                         |
|      | Mörikefels E von Ochsenwang                                                    | Weilheim an der Teck    | 48° 34′ 50,8″ N, 9° 31′ 24,5″ O | Der aus Kalksteinen der Unteren Felsenkalk-Formation (früher Weißjura delta) bestehende Mörikefels bildet hier mit einer kleinen Plattform und steil abfallenden Wänden die Oberkante des Albtraufs, die sich ungefähr an dieser Stelle mit dem Kesselrand des Randecker Maars schneidet. Geschützt im Rahmen des Naturschutzgebiets Nr. 1.029 Randecker Maar mit Zipfelbachschlucht. | 1029                                           | 952 (13645/952)                         |
|      | Müllerfelsen SW von Gutenberg                                                  | Lenningen               | 48° 31′ 29,7″ N, 9° 30′ 19,1″ O | Der Müllerfelsen besteht aus Unterem Massenkalk im Niveau der Oberen Felsenkalk-Formation (früher Weißjura epsilon), der hier eine NW streichende Reihe großer Einzelfelsen knapp unterhalb der Albhochfläche aufbaut. Geschützt im Rahmen des Naturschutzgebiets Nr. 1152 Oberes Lenninger Tal mit Seitentälern. | 1.152                                          | 907 (13609/907)                         |
|      | Neidlinger Tropfsteinhöhle                                                     | Neidlingen              | 48° 33′ 10,5″ N, 9° 33′ 33,2″ O | Die 17 m lange und 13 m tiefe Höhle liegt knapp unterhalb der Oberkante des Albtraufs im Bereich der Unteren Felsenkalk-Formation (früher Weißjura delta). Sie ist durch einen 6 m tiefen Schacht zugänglich und weist in einer über 10 m hohen Halle beträchtlich zerstörte Tropfsteinbildungen auf. Geschützt im Rahmen des Naturdenkmals Felsengruppe beim Bahnhöfle (Weiße Wand). | 811-60432805                                   | 930 (13690/930)                         |
|      | Neidlinger Wasserfall S Neidlingen                                             | Neidlingen              | 48° 33′ 31,4″ N, 9° 33′ 48,1″ O | Der Neidlinger Wasserfall liegt ca. 2000 Meter südlich der Ortsmitte von Neidlingen. Der östliche Quellast der Lindach bildet hier unweit seiner Quelle durch Kalkausfällung einen insgesamt über 15 m hohen Wasserfall mit mehrere Meter mächtigen Kalktuffterrassen. Geschützt als Naturdenkmal Neidlinger Wasserfall und Fließgewässer im Gewann Pfanne. | 811-60432804                                   | 925 (6895/925)                          |
|      | Randecker Maar SE von Ochsenwang                                               | Bissingen an der Teck   | 48° 34′ 27,1″ N, 9° 31′ 22,8″ O | Beim Randecker Maar handelt es sich um das größte vulkanische Objekt der Schwäbischen Alb, eine Maarschüssel, deren kreisrunde Form auf die Entstehung durch eine phreato-magmatische Explosion (Dampfexplosion durch Kontakt von aufsteigendem Magma mit Grundwasser) im Miozän hindeutet. Anschließend füllte sich das Maar mit einem See, von dem noch entsprechende Ablagerungen zeugen. Im Laufe von Jahrmillionen wurde die Schüssel durch die erosive Rückversetzung des Albtraufs angeschnitten und vom Zipfelbach bis zu seiner heutigen Form ausgeräumt. Geschützt im Rahmen des Naturschutzgebiets Nr. 1.029 Randecker Maar mit Zipfelbachschlucht. | 1029                                           | 855 (4042/855)                          |
|      | Schachthöhle Aibereschloch SSE von Oberlenningen                               | Lenningen               | 48° 32′ 19,8″ N, 9° 28′ 5,5″ O  | Oberhalb des Konradfelsens öffnet sich in den Kalksteinen der Unteren Felsenkalk-Formation (früher Weißjura delta) der Eingang zum Aibereschloch (Tiefe 15 m). Der Boden der Schachthöhle ist mit Müll und Kadavern bedeckt. Geschützt als Naturdenkmal Konradfelsen mit Basaltblockhalde und Aibereschloch. | 81160792-418                                   | 892 (13595/892)                         |
|      | Schlattstaller Höhle E Grabenstetten                                           | Lenningen               | 48° 31′ 31,4″ N, 9° 28′ 55,9″ O | Die Schlattstaller Höhle (L ca. 17 m, EH ca. 1,5 m, EB ca. 1,5 m) ist eine von mehreren Höhlen, die sich hier in der aus Unterem Massenkalk im Niveau der Unteren Felsenkalk-Formation (früher Weißjura delta) bestehenden Felswand auf etwa halber Höhe des Steilhangs befinden. Stellenweise ist Schichtung angedeutet. Geschützt im Rahmen des Naturschutzgebiets Nr. 1152 Oberes Lenninger Tal mit Seitentälern. | 1.152                                          | 894 (13597/894)                         |
|      | Schlupffels mit Höhlen E von Beuren                                            | Beuren                  | 48° 34′ 8,2″ N, 9° 25′ 20,6″ O  | Zwei turmartige Felsen zwischen Beurener Fels und Burghörnle. In der Felsgruppe befinden sich kleine, kluftgebundene Höhlen (Schlupffelshöhle 1–3). Geschützt als Naturdenkmal Schlupffelsen mit Höhlen. | 81160110-704                                   | 846 (13557/846)                         |
|      | Schrofelfels NE Hochwang                                                       | Erkenbrechtsweiler      | 48° 33′ 15,4″ N, 9° 27′ 13,4″ O | Der aus Kalksteinen der Unteren Felsenkalk-Formation (früher Weißjura delta) bestehende Schrofelfels bildet hier die Oberkante des weit nach NW verlaufenden Albtraufs. Die überwiegend senkrechten Felswände zeigen Massenkalkausbildung mit lokal angedeuteter Schichtung und weisen Kleinhöhlen, die Schrofelfelsenhöhlen 1–3 (mit 16 m, 8 m und 11 m Länge) auf. Geschützt als Naturdenkmal Schrofelfels mit Höhlen. | 81160792-442                                   | 918 (13619/918)                         |
|      | Schopflocher Moor S von Ochsenwang                                             | Lenningen               | 48° 33′ 44,7″ N, 9° 31′ 13,4″ O | Das Schopflocher Moor auf der Albhochfläche ca. 2.400 m nördlich von Schopfloch entstand in einer flachen Senke über einem Maar des Schwäbischen Vulkans, dessen Basalttuffe das Wasser stauten. Aus einem ursprünglichen flachen See entstand durch Verlandung zuerst ein nährstoffreiches Niedermoor, auf dem dann auf Grund der hohen Niederschläge (um 1.060 mm/Jahr) ein mehrere Meter mächtiger Hochmorschild emporwölbte. Dieses über das Grundwasser herausgewachsene Hochmoor – im Gegensatz zu dem Niedermoor sehr nährstoffarm und sauer – weist eine typische Pflanzenausstattung mit säurezeigenden Pflanzenarten auf, die für die ansonsten von Kalkzeigern geprägten Schwäbischen Alb etwas Besonderes darstellt (Heidelbeere, Torfmoose, Moosbeere u. a.) Seit dem 18. Jahrhundert wurde intensiv abgetorft, so dass heute nur noch Reste vorhanden sind. Um das Moor zu retten, wurde es vom Schwäbischen Albverein aufgekauft und 1942 unter Naturschutz gestellt. Die Entwässerung der Torfgrube erfolgt überwiegend nach Norden über mehrere Dolinen, die am Rand der Torfgrube im Grenzbereich Basalttuff/verkarstete Kalksteine des Oberjura eingebrochen sind. Das versickernde Moorwasser gelangt unterirdisch zur Lauter und damit in den Neckar. Geschützt als Naturschutzgebiet Nr. 1013 Schopflocher Moor (Torfgrube). | 1.013                                          | 914 (6366/914)                          |
|      | Steinbruch SW von Erkenbrechtsweiler                                           | Erkenbrechtsweiler      | 48° 33′ 0,6″ N, 9° 25′ 12,8″ O  | In dem Steinbruch (bekannt als Steinbruch Bauer) werden Kalksteine der Unteren Felsenkalk-Formation (früher Weißjura delta) abgebaut. Diese stehen sowohl in gebankter als auch in Massenkalkfazies an, wobei beide Faziestypen interessante Verbands- und Übergangsverhältnisse zeigen. Des Weiteren ist der Glaukonithorizont aufgeschlossen und sind mehrere Karstspalten angeschnitten. Aussagekräftige Teilbereiche des Steinbruchs sollten von der sukzessiv erfolgenden Verfüllung ausgenommen werden. Nicht als Naturdenkmal geschützt, aber vom LGRB als schutzwürdig ausgewiesen. |                                                | 1002 (13688/1002)                       |
|      | Steinerner Gaul NE Neuenhaus                                                   | Aichtal                 | 48° 37′ 50,6″ N, 9° 10′ 55,6″ O | Der aus Sandsteinen der Stubensandstein-Formation bestehende erratische Block besitzt Dachgiebelform (Höhe ca. 2 m) und ist auf der senkrecht aufragenden Vorderseite behauen. Er lagert, wie zahlreiche Blöcke unterhalb, auf Hangschutt über Stubensandstein. Geschützt als Naturdenkmal Findlingsblock aus Stubensandstein (Steinerner Gaul). | 811-60811609                                   | 839 (13552/839)                         |
|      | Straßenböschung E Gutenberg (a)                                                | Lenningen               | 48° 32′ 4″ N, 9° 31′ 35″ O      | An der Gutenberger Steige (B 465 nach Ulm) ist kurz nach dem östlichen Ortsende von Gutenberg kurz vor der Kehre an einer Straßenböschung ein kleiner Tuffschlot des Schwäbischen Vulkans aufgeschlossen. Anstehend sind harte dunkelgraue bis schwärzliche vulkanische Tuffe mit hohen Gesteinsanteilen aus dem durchschlagenen Deckgebirge. Auffallend häufig sind darin weiße Oberjurakalksteine, die in der schwärzlichen Matrix mit Lapilli und anderen vulkanischen Komponenten liegen. Stellenweise sind Schichtungsstrukturen auszumachen. Geschützt im Rahmen des Naturschutzgebiets Nr. 1152 Oberes Lenninger Tal mit Seitentälern. | 1.152                                          | 879 (13582/879)                         |
|      | Straßenböschung E Gutenberg (b)                                                | Lenningen               | 48° 32′ 49,1″ N, 9° 28′ 56,1″ O | In dem in Kalksteinen der Wohlgeschichteten Kalk-Formation (früher Weißjura beta) angelegten kleinen Steinbruch ist ein 20 cm mächtiger Basalttuffgang des „Schwäbischen Vulkans“ aufgeschlossen. Der Gang folgt tektonisch vorgegebenen Richtungen und stellt eines der kleinsten Basalttuffvorkommen der Schwäbischen Alb dar. Geschützt im Rahmen des Naturschutzgebiets Nr. 1152 Oberes Lenninger Tal mit Seitentälern. | 1.152                                          | 877 (13580/877)                         |
|      | St. Theodors Buckel WSW Neuffen                                                | Neuffen                 | 48° 32′ 58,8″ N, 9° 21′ 17,3″ O | Der St. Theodors-Buckel ist ein Hügel von etwa 100 m Durchmesser und 20 m Höhe. Er ist ein durch Verwitterung und Abtragung morphologisch herausmodellierter Basalttuffschlot des „Schwäbischen Vulkans“. Der Basalttuff enthält kleine Oberjura-Sinkschollen und hielt der Abtragung besser stand als die umgebenden Gesteine des oberen Mitteljura. Geschützt als Naturdenkmal St. Theodors Buckel. | 811-60462918                                   | 933 (13633/933)                         |
|      | Tannäckerle-Felsspalten und Abrissklüfte W von Neidlingen                      | Neidlingen              | 48° 34′ 32″ N, 9° 32′ 45,5″ O   | Die Tannäckerle-Felsspalten befinden sich in einem etwa 120 m breiten, stufenförmigen, spornartig nach O ziehenden Teil des Albtraufs. Die Höhendifferenz zwischen seiner etwa horizontalen Oberfläche und der Albhochfläche beträgt um 10 m. In der Nähe des Hangknicks verlaufen ungefähr parallel zu diesem mehrere Felsspalten von bis zu über 100 m Länge, bis zu 10 m Breite und bis zu 10 m Tiefe. Es handelt sich hier um eine große, abgesunkene und zerblockte Scholle aus Kalksteinen der Unteren Felsenkalk-Formation (früher Weißjura delta). Die größte Höhle in diesem Bereich ist die Tannenäckerleshöhle mit 14 m Tiefe und ebenfalls 14 m Länge. Geschützt als Naturdenkmal Abrißklüfte im Gewann Tannenäckerle. | 811-60432827                                   | 922 (13623/922)                         |
|      | Ulrichstein SW von Hardt                                                       | Nürtingen               | 48° 38′ 10,5″ N, 9° 17′ 41,6″ O | Der Ulrichstein, ca. 700 m SW von Hardt, ist ein über 4 m hoher Felsblock. Er besteht aus verkieseltem, dickbankigem, teilweise plattig absonderndem Sandstein der Rhätkeuper-Formation und liegt infolge Wanderns auf kriechendem Knollenmergel knapp unterhalb der Grenze Knollenmergel/Rhät-Formation. Geschützt als Naturdenkmal Felsenblock (Ulrichstein) | 811-60493220                                   | 941 (6891/941)                          |
|      | Ursprung der Schwarzen Lauter bei Schlattstall E von Grabenstetten             | Lenningen               | 48° 31′ 26,5″ N, 9° 29′ 23″ O   | Karstquelle. Geschützt im Rahmen des Naturschutzgebiets Nr. 1152 Oberes Lenninger Tal mit Seitentälern. | 1.152                                          | 904 (13607/904)                         |
|      | Ursprung der Weißen Lauter                                                     | Lenningen               | 48° 31′ 56,6″ N, 9° 31′ 41,6″ O | Der Lauterursprung besteht aus mehreren, im Talboden aneinander gereihten kleinen Schichtquellen im Grenzbereich der Impressamergel- und Wohlgeschichteten Kalk-Formation (früher Weißjura alpha/beta). Geschützt im Rahmen des Naturschutzgebiets Nr. 1152 Oberes Lenninger Tal mit Seitentälern. | 1.152                                          | 880 (13583/880)                         |
|      | Vulkanembryo Blauer Rank SE Neuffen                                            | Neuffen                 | 48° 32′ 32,8″ N, 9° 24′ 23,1″ O | Der am Albtrauf gelegene Basalttuffschlot des „Schwäbischen Vulkans“ hebt sich morphologisch von seiner Umgebung nicht ab. Er ist in einer hangseitigen, in einer Kurve befindlichen Böschung der Straße Neuffen/Hülben aufgeschlossen. Geschützt als Naturdenkmal Vulkanembryo Blauer Rank. | 81160462-904                                   | 936 (13636/936)                         |
|      | Vulkanembryo Engelberg N von Beuren                                            | Beuren                  | 48° 34′ 38,7″ N, 9° 24′ 31,7″ O | Basalttuffschlot des miozänen Schwäbischen Vulkans. Geschützt als Naturdenkmal Vulkanembryo Engelberg | 81160110-718                                   | 842 (13554/842)                         |
|      | Vulkanembryo Geigersbühl E von Großbettlingen                                  | Großbettlingen          | 48° 35′ 37,2″ N, 9° 18′ 51″ O   | Der aufgelassene, in dem fast kreisrunden Basalttuffschlot des „Schwäbischen Vulkans“ befindliche Steinbruch zeichnet sich dadurch aus, dass der Aufschluss fast nur Weißjurablöcke und untergeordnet Basalttuff zeigt. Hierauf beruht auch die geomorphologische Ausbildung des Schlotes inmitten der Gesteine des umgebenden Mitteljuras. Geschützt als Naturdenkmal Vulkanembryo Geigersbühl mit 3 Linden. | 811-60221701                                   | 862 (13572/862)                         |
|      | Vulkanembryo Hochbölle SE von Beuren                                           | Beuren                  | 48° 33′ 54,4″ N, 9° 24′ 37,5″ O | Basalttuffschlot des Schwäbischen Vulkans. Geschützt als Naturdenkmal Vulkanembryo Hochbölle. | 811-60110704                                   | 847 (13558/847)                         |
|      | Vulkanembryo Molach SW Erkenbrechtsweiler                                      | Erkenbrechtsweiler      | 48° 32′ 58,4″ N, 9° 24′ 26,4″ O | Es handelt sich hier um eine maarähnliche Mulde rundlichen Umrisses (Durchmesser ca. l20 m), in deren Ostteil sich eine flache Vertiefung (Durchmesser ca. 35 m, Tiefe ca. 3 m) befindet, die sich zeitweise mit Niederschlagswasser füllt. Die Mulde mit der Vertiefung stellt den Anschnitt eines kleinen Basalttuffschlots durch die Erdoberfläche dar und entstand durch geringes Absinken des vulkanischen Gesteins in der Durchschlagsröhre. Die für Schlote des „Schwäbischen Vulkans“ auf der Albhochfläche typische Hohlform ist bereits von der nahe gelegenen Oberkante des Albtraufs ausgehend erosiv angeschnitten. Geschützt als Naturdenkmal Vulkanembryo Molach. | 811-60181202                                   | 857 (13567/857)                         |
|      | Vulkanembryo Spitzberg N von Beuren                                            | Beuren                  | 48° 34′ 34,2″ N, 9° 24′ 28″ O   | Basalttuffschlot des Schwäbischen Vulkans. Geschützt als Naturdenkmal Vulkanembryo Spitzberg | 811-60110705                                   | 843 (13555/843)                         |
|      | Vulkanembryo Staufenbühl W von Großbettlingen                                  | Großbettlingen          | 48° 35′ 43,9″ N, 9° 17′ 54,9″ O | Der Staufenbühl westlich von Großbettlingen gehört als flacher Basalttuffkegel zu den Vulkanen des Schwäbischen Vulkans und wurde von der Erosion aus den weicheren umgebenden Schichten im Unterjura herauspräpariert. Es gibt, abgesehen von wenigen Böschungsaufschlüssen keine guten Einblicke in das Gestein. Frühere Schürfe zeigten aber, dass ein relativ hoher Anteil von Oberjurablöcken vorhanden ist. Geschützt als Naturdenkmal Vulkanembryo Staufenbühl. | 811-60221702                                   | 864 (10062/864)                         |
|      | Vulkanschlot an der Neuffener Steige N von Hülben                              | Neuffen                 | 48° 32′ 14,1″ N, 9° 24′ 23,9″ O | Der Aufschluss eines kleinen Tuffschlots am Eingang zum stillgelegten Steinbruch Bader an der Neuffener Steige, ca. 3.000 m südöstlich von Neuffen, in dem Kalksteine der Unteren Felsenkalk-Formation (früher Weißjura delta) abgebaut wurden, zählt zu den klassischen Aufschlüssen des „Schwäbischen Vulkans“. Er zeigt beispielhaft den scharfen Kontakt zwischen den dunkelgrauen Tuffen des Vulkanschlots und den hellen Kalksteinen des Oberjura. Geschützt als Naturdenkmal Vulkanschlot und Weidelesfelsen | 811-60462905                                   | 937 (4031/937)                          |
|      | Vulkanschlot Kräuterbühl SW von Raidwangen                                     | Nürtingen               | 48° 35′ 29,3″ N, 9° 17′ 48″ O   | Der etwa 100 × 200 m messende Basalttuffschlot hebt sich als flache Kuppe von dem umgebenden Unterjura-Gestein (früher Schwarzjura beta) morphologisch ab. Keine nennenswerten Aufschlüsse Geschützt als Naturdenkmal Vulkanembryo (Kräuterbühl). | 811-60221702                                   | 861 (13571/861)                         |
|      | Vulkanschlot Scharnhausen am N-Hang des Körschtals W von Ruit                  | Ostfildern              | 48° 42′ 48″ N, 9° 15′ 22,3″ O   | Der Scharnhäuser Vulkanschlot am Nordhang des Körschtals wenig westlich der Straße Scharnhausen-Ruit stellt das nördlichste Vorkommen des Schwäbischen Vulkans dar. Er liegt gut 20 km vom heutigen Albtrauf entfernt. Der Tuff, eine Explosions- und Förderbrekzie enthält neben vulkanischen Komponenten (Lapilli) und den hier anstehenden Keupergesteinen (Knollenmergel und ältere) auch Bruchstücke von Unter-, Mittel- und sogar Oberjura. Dies bedeutet, dass zur Ausbruchszeit des Vulkans die Albhochfläche, die von den Schichten des Oberjura gekrönt wird, bis hierher gereicht haben muss, entweder als geschlossene Albtafel oder zumindest als vorgeschobene Berghalbinsel. Geschützt als Naturdenkmal Vulkanschlot. | 811-60803525                                   | 946 (9458/946)                          |
|      | Vulkanschlot Hohenbol NE Owen                                                  | Owen                    | 48° 35′ 37″ N, 9° 27′ 56,1″ O   | Tertiärer Vulkanschlot des Schwäbischen Vulkans. Geschützt im Rahmen des Naturschutzgebiets Nr. 1237 Teck. | 1.237                                          | 950 (13643/950)                         |
|      | Wielandsteine SE Lenningen                                                     | Lenningen               | 48° 32′ 51,6″ N, 9° 29′ 11,7″ O | Die aus Kalksteinen der Unteren Felsenkalk-Formation (früher Weißjura delta) bestehende Felsgruppe stellt den Verwitterungsrest eines zwischen Lauter- und Tobeltal nach W gerichteten Sporns der Albhochfläche dar. Die als Felsnadeln und -türme herausgewitterten Härtlinge sind vom jetzigen Rand der Albhochfläche durch einen Sattel getrennt. Geschützt im Rahmen des Naturschutzgebiets Nr. 1265 Tobeltal mit Mittagsfels und Wielandstein. | 1.265                                          | 888 (13592/888)                         |

## Weitere geschützte oder vom LGRB als schutzwürdig bezeichnete Geotope
| Bild | Bezeichnung                                                                              | Stadt oder Gemeinde              | Koordinaten                                         | Beschreibung | Schutzgebiets-Nr. der LUBW mit Steckbrief-Link | Geotop-Nr. des LGRB (mit Steckbrief-Link) |
| ---- | ---------------------------------------------------------------------------------------- | -------------------------------- | --------------------------------------------------- | --- | ---------------------------------------------- | ----------------------------------------- |
|      | Allradhöhle in der Großen Schrecke ca. 1000 m W von Strohweiler                          | Lenningen                        | 48° 30′ 48,8″ N, 9° 28′ 15,6″ O                     | Die Höhle in den Felsen der Unteren Felsenkalk-Formation (früher Weißjura delta) ist erkennbar an Klüften angelegt. Sie ist überwiegend eng, teilweise nur kriechend befahrbar und auf eine Länge von ca. 178 m erforscht. Rund 20 m weiter südöstlich befindet sich in einem Felsen der Eingang zur Lettenhöhle, die an einem Kluftkreuz Schichtfuge/Kluft entstanden ist (EB 1 m, EH 0,3 m und L 19 m). Geschützt im Rahmen des Naturschutzgebiets Nr. 1152 Oberes Lenninger Tal mit Seitentälern. | 1.152                                          | 900 (13603/900)                           |
|      | Aufgelassener Steinbruch am Götzenbrühl NE von Owen                                      | Owen                             | 48° 35′ 53,8″ N, 9° 27′ 38,2″ O                     | In der flachen Landschaft mit Streuobstwiesen befindet sich ca. 1000 m östlich von Owen ein aufgelassener Steinbruch innerhalb einer flachen Erhebung. Es handelt sich hier um den Götzenbrühl (auch als „Bölle“ im Gewann Kunzenbrühl bezeichnet), einen Vulkanschlot des Schwäbischen Vulkans. Abgebaut wurden hier Basalte (eigentlich basaltähnliche Olivinmelilithe), die hier noch relativ unverwittert und hart anstehen. Umgeben und umlagert werden diese Gesteine von einem Mantel von Basalttuffen. Geschützt als Naturdenkmal Vulkanembryo im Gewann Bölle | 811-60543607                                   | 1032 (10064/1032)                         |
|      | Aufgelassener Steinbruch an der Bauzensteige W von Neidlingen                            | Neidlingen                       | 48° 34′ 42,4″ N, 9° 32′ 32,7″ O                     | In dem kleinen Steinbruch stehen Kalksteine der Wohlgeschichteten Kalk-Formation (früher Weißjura beta) an, die einer mit einem Fallwert von ca. 35° nach SW gekippten Scholle angehören. Nicht als Naturdenkmal geschützt, aber vom LGRB als schutzwürdig ausgewiesen. |                                                | 1027 (13692/1027)                         |
|      | Aufgelassener Steinbruch beim Dreikönigskeller                                           | Kirchheim unter Teck             | 48° 39′ 21,8″ N, 9° 27′ 22″ O                       | Geschützt als Naturdenkmal Aufgelassener Steinbruch (Alter Steinbruch beim Dreikönigskeller) | 811-60332009                                   | 973 (13663/973)                           |
|      | Aufgelassener Steinbruch 800 m S von Schopfloch                                          | Lenningen                        | 48° 32′ 0,6″ N, 9° 32′ 1,8″ O                       | Aufschlüsse in der Oberen Felsenkalk-Formation (früher Weißjura epsilon). Die westlich der Straße gelegenen Felsen aus der Unteren und Oberen Felsenkalk-Formation (früher Weißjura delta4 und epsilon) bieten einen schönen Ausblick auf das Gutenberger Tal. Nicht als Naturdenkmal geschützt, aber vom LGRB als schutzwürdig ausgewiesen. |                                                | 1022 (13709/1022)                         |
|      | Aufgelassener Steinbruch (Zementofen)                                                    | Großbettlingen                   | 48° 35′ 4,3″ N, 9° 18′ 27,8″ O                      | Geschützt als Naturdenkmal Aufgelassener Steinbruch (Zementofen). | 811-60221703                                   | 972 (13662/972)                           |
|      | Aufgelassene Ziegelei NE von Frickenhausen                                               | Frickenhausen                    | 48° 35′ 54,5″ N, 9° 21′ 48,3″ O                     | Opalinuston-Formation (früher Braunjura alpha). Es besteht ein Zusammenhang mit dem Geotop Nr. 13637/859-Lehmgrube im Gewann Geiselrain (Naturdenkmal Lehmgrube im Gewann Geiselrain). Nicht als Naturdenkmal geschützt, aber vom LGRB als schutzwürdig ausgewiesen. |                                                | 1009 (13698/1009)                         |
|      | Aufschluss am oberen Ende des Krummhärtlebachs ca. 1000 m SE von Schanbach               | Aichwald                         | 48° 32′ 0,6″ N, 9° 32′ 1,8″ O                       | Zwischen Schanbach und Aichschieß liegt im Bereich des untersten Unterjura (Liasstufe) das Quellgebiet des Krummhärtlebachs. An mehreren Felsböschungen sind hier Gesteine der Psilonotenton- und der Angulatensandstein-Formation (früher Schwarzjura alpha 1 u. 2) aufgeschlossen. Deutlich erkennbar sind die basale Psilonotenbank und der Esslinger Sandstein und die Oolithbank, die aus den Böschungen herauswittern. Im weiteren Verlauf Bach abwärts durchschneidet der Krummhärtlebach nur sehr geringmächtigen Oberkeuper und oberen Mittelkeuper (Knollenmergel- und Stubensandstein-Formation), die in wechselnd guten Aufschlüssen am Weg eingesehen werden können. Nicht als Naturdenkmal geschützt, aber vom LGRB als schutzwürdig ausgewiesen. |                                                | 998 (9466/998)                            |
|      | Bachklinge im Gewann Stöckenberg                                                         | Esslingen am Neckar              | 48° 44′ 42,5″ N, 9° 21′ 6,9″ O                      | Klinge des östlichen Quellbachs des Krebsbachs östlich des Stadtteils Liebersbronn. Geschützt als Naturdenkmal Bachklinge im Gewann Stöckenberg | 811-60191325                                   | 963 (13603/963)                           |
|      | Bahneinschnitt N vom Bahnhof Nürtingen                                                   | Nürtingen                        | 48° 37′ 59,6″ N, 9° 20′ 39,3″ O                     | Nördlich vom Bahnhof Nürtingen stehen im Bahneinschnitt zwischen dem Steinenberg und der Rudolfshalde mehrere Meter eines dickbankigen, gelblich-weißlichen Gesteins an, das dem Oberkeuper angehört (Rhät-Keuper-Formation). Es handelt sich um kieselig gebundene feinkörnige Sandsteine, die z. T. auch feine Mergellagen aufweisen. Stellenweise ist ein Aufarbeitungshorizont (Bonebed) entwickelt, in dem Knochenreste, Fischzähne und -schuppen zusammengeschwemmt und verfestigt wurden. Nicht als Naturdenkmal geschützt, aber vom LGRB als schutzwürdig ausgewiesen. |                                                | 1030 (9886/1030)                          |
|      | Beurener Fels mit Beurenberghöhle E oberhalb von Beuren                                  | Beuren                           | 48° 34′ 14,2″ N, 9° 25′ 7,2″ O                      | Einer der schönsten Aussichtsfelsen der Schwäbischen Alb. An der östlichen Seite des Felsens befindet sich der Eingang zur ca. 20 Meter langen Beurenberghöhle. Geschützt als Naturdenkmal Beurener Fels. | 811-60110708                                   | 849 (13603/849)                           |
|      | Belemnitenhöhle E von Gutenberg-Krebsstein                                               | Lenningen                        | 48° 32′ 29,4″ N, 9° 31′ 9,4″ O                      | Es handelt sich um eine Höhle in den Kalksteinen der Unteren Felsenkalk-Formation (früher Weißjura delta) mit zwei Eingängen und einer Gesamtlänge von 20 m. Geschützt im Rahmen des Naturschutzgebiets Nr. 1152 Oberes Lenninger Tal mit Seitentälern. | 1.152                                          | 872 (13675/872)                           |
|      | Bissinger Steinbruchfelsen                                                               | Bissingen an der Teck            | 48° 34′ 19,9″ N, 9° 30′ 21,3″ O                     | Der durchschnittlich 15 Meter hohe Fels aus Kalkstein liegt am Albtrauf in der Nähe von Ochsenwang. Geschützt als Naturdenkmal Bissinger Steinbruchfelsen. | 811-60120824                                   | 962 (13652/962)                           |
|      | Biwakhöhle im Donntal ca. 1000 m S von Gutenberg                                         | Lenningen                        | 48° 31′ 33″ N, 9° 31′ 9,8″ O                        | Die Biwakhöhle liegt ca. 30 m oberhalb des Wanderwegs im Donntal. Es handelt sich um eine große Nischenhöhle in Kalksteinen der Unteren Felsenkalk-Formation (früher Weißjura delta). Bei einer EB von 10 m und einer EH von 3–4 m reicht sie nur ca. 11 m in den Fels. Geschützt im Rahmen des Naturschutzgebiets Nr. 1152 Oberes Lenninger Tal mit Seitentälern. | 1.152                                          | 881 (13585/881)                           |
|      | Böschung W von Esslingen bei Brühl auf dem Weg zur Königseiche                           | Esslingen am Neckar              | 48° 44′ 41,5″ N, 9° 15′ 53,3″ O                     | Auf dem Weg zur Königseiche bei Brühl westlich von Esslingen können mehrere Aufschlüsse im mittleren Mittelkeuper nacheinander abgelaufen werden. Dabei gelangt man von der Bunte Mergel-Formation (km3) bis in die oberen Bereiche der Stubensandstein-Formation (km4): Zuerst sind an der Wegböschung harte Sandsteine des Kieselsandstein zu sehen, darunter sind im Graben noch einige Dezimeter der liegenden Unteren Bunten Mergel zu erkennen. Rund 300 m weiter ihn Richtung Königseiche gelangt man zu mehreren Aufschlüssen in den Oberen Bunten Mergeln mit Gipsbänken. Nach weiteren ca. 200 m ist der unterste Stubensandstein erreicht. Hier wechseln sich Sandsteinbänke und Tonsteinlagen mit unterschiedlichen Mächtigkeiten ab. In den Sandsteinen sind Schrägschichtung und weitere Sedimentstrukturen erkennbar. Gleich nach einer scharfen Linkskurve ist dann das Kalkkonglomerat des mittleren Stubensandstein zu finden, ein dichter graugrün und rotviolett fleckiger, knollig ausgebildeter Krustenkalk. Nicht als Naturdenkmal geschützt, aber vom LGRB als schutzwürdig ausgewiesen. |                                                | 1006 (9456/1006)                          |
|      | Burgwaldhöhle und Burgwaldfelstor ca. 250 m W vom Brucker Fels NE von Erkenbrechtsweiler | Owen                             | 48° 34′ 8″ N, 9° 26′ 24,1″ O                        | In Kalkfelsen der Unteren Felsenkalk-Formation (früher Weißjura delta) befindet sich wenig unter der Traufkante das Burgwaldfelstor, eine markante Naturbrücke. Am westlichen Ende dieser Felsgruppe öffnet sich der Eingang zur 10 m langen Burgwaldhöhle (EB 6 m, EH 1,5 m). Nicht als Naturdenkmal geschützt, aber vom LGRB als schutzwürdig ausgewiesen. |                                                | 1033 (13713/1033)                         |
|      | Dampfloch unterhalb des Wielandsteins E von Oberlenningen                                | Lenningen                        | 48° 32′ 37,3″ N, 9° 29′ 19,3″ O                     | Tektonische Spalte von geringer Höhe, die hangparallel verläuft. Die Eingangsmaße des engen Eingangs sind 0,5 m bei einer Länge von ca. 8 Meter. Entdeckt wurde die Höhle dadurch, dass in kalten Wintern Nebel ausströmte. Nicht als Naturdenkmal geschützt, aber vom LGRB als schutzwürdig ausgewiesen. |                                                | 1018 (13705/1018)                         |
|      | Doline N der Schopflocher Torfgrube                                                      | Lenningen                        | 48° 33′ 55,7″ N, 9° 31′ 28,4″ O                     | Doline mit Ponor nördlich vom Hoffmeisterhaus. Geschützt im Rahmen des Naturschutzgebiets Schopflocher Moor (Torfgrube). | 1013                                           | 856 (13566/856)                           |
|      | Doline Stauchloch NE der Schopflocher Torfgrube                                          | Lenningen                        | 48° 33′ 49,9″ N, 9° 31′ 31,7″ O                     | Doline mit Ponor NO vom Hoffmeisterhaus. Mit einem Umfang von etwa 100 × 40 m und einer Tiefe von über 14 m größte Doline der früher wahrscheinlich zahlreichen Dolinen, die das Moor umsäumten. Das Schopflocher Moor ist das einzige Hochmoor der Schwäbischen Alb. Es befindet sich über einem größeren Basalttuffschlot, dessen wasserstauende Wirkung zusammen mit der flachen Hohlform des Schlotanschnitts die Moorbildung ermöglichte. Am Rand des Moors, im Grenzbereich Basalttuff/Oberjura, ist wegen Mischungskorrosion die Entstehung von Dolinen begünstigt. Geschützt im Rahmen des Naturschutzgebiets Schopflocher Moor (Torfgrube). | 1013                                           | 913 (13615/913)                           |
|      | Ehemalige Steinbrüche im Gewann Steigwiesen                                              | Altenriet                        | 48° 35′ 10,3″ N, 9° 13′ 20,2″ O                     | Ehemalige Stubensandstein-Steinbrüche. Geschützt als Naturdenkmal Ehemalige Steinbrüche im Gewann Steigwiesen. | 811-60060405                                   | 960 (13650/960)                           |
|      | Ehemaliger Steinbruch im Gewann Kelter-Wasen                                             | Neckartenzlingen                 | 48° 34′ 19,4″ N, 9° 12′ 39,3″ O                     | Geschützt als Naturdenkmal Ehemaliger Steinbruch im Gewann Kelter-Wasen | 811-60422704                                   | 984 (13674/984)                           |
|      | Ehemaliger Steinbruch im Gewann Bettle                                                   | Unterensingen                    | 48° 39′ 19,1″ N, 9° 20′ 55,3″ O                     | Geschützt als Naturdenkmal Ehemaliger Steinbruch im Gewann Bettle | 811-60884004                                   | 996 (13686/996)                           |
|      | Ehemaliger Steinbruch im Gewann Wolfsgrube                                               | Kirchheim unter Teck             | 48° 38′ 4,6″ N, 9° 29′ 17,6″ O                      | Geschützt als Naturdenkmal Ehemaliger Steinbruch im Gewann Wolfsgrube | 811-60332015                                   | 974 (13664/974)                           |
|      | Erdhöhle im Talbereich der Großen Schrecke ca. 1200 m SE von Grabenstetten               | Lenningen                        | 48° 30′ 50,4″ N, 9° 28′ 14″ O                       | Die Erdhöhle entstand an einer horizontalen Fuge in den Felsen der Unteren Felsenkalk-Formation (früher Weißjura delta). Sie weist eine EB von 7 m auf bei einer EH von 2 m und ist 7 m lang. Geschützt im Rahmen des Naturschutzgebiets Nr. 1152 Oberes Lenninger Tal mit Seitentälern. | 1.152                                          | 899 (13602/899)                           |
|      | Felsen am Neuffener Parkplatz                                                            | Neuffen und Erkenbrechtsweiler   | 48° 33′ 7,8″ N, 9° 24′ 9″ O                         | Felspartie am Albtrauf S des Hohenneuffen. Geschützt als Naturdenkmal Felsen am Neuffener Parkplatz. | 811-60462929                                   | 987 (13677/987)                           |
|      | Felsgruppe am Pfannenberg                                                                | Neidlingen                       | 48° 33′ 27,3″ N, 9° 34′ 0″ O                        | Geschützt als Naturdenkmal Felsengruppe am Pfannenberg | 811-60432832                                   | 986 (13676/986)                           |
|      | Felspartie im Gewann Dachshöhler                                                         | Reichenbach an der Fils          | 48° 43′ 33,7″ N, 9° 27′ 39,8″ O                     | Geschützt als Naturdenkmal Felspartie im Gewann Dachshöhler | 811-60583802                                   | 992 (13682/992)                           |
|      | Felspartie Rauber                                                                        | Lenningen                        | 48° 30′ 48,8″ N, 9° 28′ 15,6″ O                     | Felspartie mit Burgruine im Lenninger Tal. Geschützt als Naturdenkmal Felspartie Rauber. | 811-60792431                                   | 979 (13639/979)                           |
|      | Fledermaushöhle ca. 1000 m W von Oberlenningen                                           | Lenningen                        | 48° 33′ 12,5″ N, 9° 27′ 17,1″ O                     | Es handelt sich um eine von mehreren kleineren Spaltenhöhlen (Höllenlöcher), die in einem Abrutschgelände in den Kalksteinen der Unteren Felsenkalk-Formation (früher Weißjura delta) entstanden sind. Davon ist die Fledermaushöhle mit rund 23 Metern die längste. Geschützt im Rahmen des Naturdenkmals Schrofelfels mit Höhlen. | 811-60792442                                   | 1003 (13696/1003)                         |
|      | Friedrichstürme und Friedrichsfels                                                       | Lenningen                        | 48° 33′ 58,4″ N, 9° 26′ 34,6″ O                     | Felspartie am Albtrauf des Lenninger Tals. Geschützt als Naturdenkmal Friedrichstürme und Friedrichsfels. | 811-60792450                                   | 982 (13672/982)                           |
|      | Fuchsloch ca. 300 m E der Kläranlage von Grabenstetten                                   | Lenningen                        | 48° 31′ 20,8″ N, 9° 28′ 25,4″ O                     | Am Fuß der oberen Rabenfelsen öffnet sich in den Kalksteinen der Liegenden Bankkalk-Formation (früher Weißjura zeta1) der kleine Eingang des Fuchslochs. Die durchweg enge Höhle weist interessante kluft- und schichtfugenbedingte Gangprofile auf und ist 24 m lang. Nur ca. 10 m oberhalb befindet sich die 13 m lange Obere Rabenfelshöhle. Geschützt im Rahmen des Naturschutzgebiets Nr. 1152 Oberes Lenninger Tal mit Seitentälern. | 1.152                                          | 906 (13608/906)                           |
|      | Gerstalfels und Listnadel                                                                | Lenningen                        | 48° 32′ 32,2″ N, 9° 27′ 51,5″ O                     | Felspartie am Albtrauf des Lenninger Tals. Geschützt als Naturdenkmal Gerstalfels und Listnadel. | 811-60792453                                   | 983 (13673/983)                           |
|      | Grabenstetter Steighöhle an der Straße Lenningen-Grabenstetten                           | Lenningen                        | 48° 31′ 36,2″ N, 9° 28′ 45,6″ O                     | Die durch Straßenbaumaßnahmen verschüttete Höhle wurde inzwischen wieder freigelegt und ist auf 14 m befahrbar. Sie befindet sich in den Kalksteinen der Oberen Felsenkalk-Formation (früher Weißjura epsilon). Die Höhle entstand infolge einer Abschiebung. Nicht als Naturdenkmal geschützt, aber vom LGRB als schutzwürdig ausgewiesen. |                                                | 1020 (13707/1020)                         |
|      | Große Schreckenhöhle im Talschluss der Großen Schrecke ca. 1500 m SSE von Grabenstetten  | Lenningen                        | 48° 30′ 48,3″ N, 9° 28′ 17,1″ O                     | Am Schreckenfels öffnet sich in den Kalksteinen der Unteren Felsenkalk-Formation (früher Weißjura delta) in ca. 4 m Wandhöhe über dem Felsenfuß der Eingang zur Großen Schreckenhöhle. Es handelt sich um eine Flusshöhle, die bis 84 m erforscht ist. Die Höhle ist sehr niedrig, nur an Klüften erhöhen sich die Gänge mehrmals. Geschützt im Rahmen des Naturschutzgebiets Nr. 1152 Oberes Lenninger Tal mit Seitentälern. | 1.152                                          | 901 (13604/901)                           |
|      | Hangböschung im Gewann Hintere Bergäcker ca. 1500 m S der Ortsmitte von Kohlberg         | Neuffen, Gemarkung Kappishäusern | 48° 32′ 45,1″ N, 9° 20′ 5,5″ O                      | Der Aufschluss befindet sich auf einem NNW streichenden Bergrücken, der den SW-Sporn des Jusi-Tuffschlots morphologisch hervortreten lässt. Es steht hier ein relativ fester Tuff mit hohem Anteil an Oberjurakalken an. Geschützt im Rahmen des Naturschutzgebiets Jusi-Auf dem Berg. | 1192                                           | 931 (13631/931)                           |
|      | Hangböschung in der Zipfelbachschlucht am N-Ausläufer des Randecker Maars                | Weilheim an der Teck             | 48° 34′ 33,8″ N, 9° 31′ 41,9″ O                     | Von dem aktuellen Nordrand des Maars etwa 350 m nach Norden im Bereich des Zipfelbachs stehen Blockschichten an. Es handelt sich um Massenkalkblöcke in einer „Tuff-Matrix“. Geschützt im Rahmen des Naturschutzgebiets Nr. 1.029 Randecker Maar mit Zipfelbachschlucht. | 1237                                           | 951 (13644/951)                           |
|      | Heimenberghöhle im oberen Donntal N der Ruine Sperberseck                                | Lenningen                        | 48° 31′ 19,1″ N, 9° 31′ 16″ O                       | Die Höhle (EB 2,7 m, EH 1,5 m und L 8 m) besteht nur aus einem großen Raum, der an einer Schichtfuge und drei parallelen Klüften angelegt ist. Geschützt im Rahmen des Naturschutzgebiets Nr. 1152 Oberes Lenninger Tal mit Seitentälern. | 1.152                                          | 882 (13586/882)                           |
|      | Herzogshöhle an der Ostseite des Teckbergs beim Herzogenbrünnele                         | Bissingen an der Teck            | 48° 35′ 3,6″ N, 9° 28′ 21,7″ O                      | Die Höhle (EB 2,3 m, EH 4 m) öffnet sich ca. 8 m über dem Wanderweg in den Kalksteinen der Unteren Felsenkalk-Formation (früher Weißjura delta). Ihre Länge beträgt 14 m. Geschützt im Rahmen des Naturschutzgebiets Nr. 1.237 Teck. | 1.237                                          | 850 (13561/850)                           |
|      | Hexenhöhle am Osthang des Teckbergs ca. 100 m SE vom Gelben Felsen                       | Bissingen an der Teck            | 48° 34′ 57,1″ N, 9° 28′ 28″ O                       | In einem kleinen Felsen aus Kalksteinen der Unteren Felsenkalk-Formation (früher Weißjura delta) öffnet sich der Eingang zur 9 Meter langen Hexenhöhle (EB 2,3 m, EH 2,7 m). Geschützt im Rahmen des Naturschutzgebiets Nr. 1.237 Teck. | 1.237                                          | 851 (13562/851)                           |
|      | Himmelreichhöhle ca. 500 m N vom Engelhof E von Unterlenningen                           | Lenningen                        | 48° 34′ 7,3″ N, 9° 29′ 15,8″ O                      | In den Felsgruppen des Himmelreichs öffnet sich der enge und hohe spaltenförmige Eingang der Höhle (EB 1 m, EH 3,5 m) in den Kalksteinen der Unteren Felsenkalk-Formation (früher Weißjura delta). In der Höhle wechseln sich hohe und breite Räume mit Engstellen und nur schliefbaren Spalten ab. Die Höhle ist häufig verstürzt. Sie ist auf eine Länge von 63 Metern erforscht. Geschützt im Rahmen des Naturdenkmals Lämmlesfels mit Höhle und Himmelreichfels. | 811-60792449                                   | 1023 (13710/1023)                         |
|      | Hirschtalbröller unterhalb des Konradfelsens ca. 800 m S von Oberlenningen               | Lenningen                        | 48° 34′ 57,1″ N, 9° 28′ 28″ O                       | Bei starkem Hochwasser tritt aus der üblicherweise verschütteten Öffnung des Hirschtalbröllers in den Kalksteinen der Wohlgeschichteten Kalk-Formation (früher Weißjura beta) am Ende eines Bachtälchens eine stark schüttende Karstquelle aus Geschützt im Rahmen des Naturdenkmals Hölloch im Gewann Hirschtal. | 811-60792444                                   | 1014 (13701/1014)                         |
|      | Höhle im Wachtfelsen                                                                     | Bissingen an der Teck            | 48° 32′ 26″ N, 9° 28′ 12,9″ O                       | In den Kalksteinen der Unteren Felsenkalk-Formation (früher Weißjura delta) öffnet sich diese eher unbedeutende Höhle (L 7 m). Nicht als Naturdenkmal geschützt, aber vom LGRB als schutzwürdig ausgewiesen. |                                                | 1000 (13694/1000)                         |
|      | Hölloch im Gewann Hirschtal                                                              | Lenningen                        | 48° 32′ 26″ N, 9° 28′ 12,9″ O                       | Höhle Geschützt als Naturdenkmal Hölloch im Gewann Hirschtal | 811-60792444                                   | 981 (13671/981)                           |
|      | Hohlweg an der Albstraße                                                                 | Leinfelden-Echterdingen          | 48° 42′ 10″ N, 9° 7′ 19,7″ O                        | Geschützt als Naturdenkmal Hohlweg an der Albstraße. | 811-60782318                                   | 976 (13666/976)                           |
|      | Hohlweg im Gewann Steidachwiesen                                                         | Aichtal                          | 48° 37′ 52,2″ N, 9° 16′ 4,2″ O                      | Geschützt als Naturdenkmal Hohlweg im Gewann Steidachwiesen. | 811-60811637                                   | 971 (13564/971)                           |
|      | Hohlweg im Gewann Steinriegel                                                            | Leinfelden-Echterdingen          | 48° 42′ 1,9″ N, 9° 7′ 32″ O                         | Geschützt als Naturdenkmal Hohlweg im Gewann Steinriegel. | 811-60782319                                   | 977 (13667/977)                           |
|      | Inschriftenhöhle unterhalb der Schanze S von Gutenberg                                   | Lenningen                        | 48° 31′ 48,6″ N, 9° 31′ 1,7″ O                      | Am nördlichen Beginn der Felsreihe auf der Ostseite des Donntals stößt man auf die Inschriftenhöhle in der Unteren Felsenkalk-Formation (früher Weißjura delta), 680 m NN, EB 2 m, EH 1 m, L 24 m. Nach einem engen Schluf mit einer Abknickung nach rechts wird eine Kammer erreicht (B 3 m, H 2 m, L 4 m), in der Inschriften aus den Jahren 1886 bis 1911 zu finden sind. Geschützt im Rahmen des Naturschutzgebiets Nr. 1152 Oberes Lenninger Tal mit Seitentälern. | 1.152                                          | 876 (13579/876)                           |
|      | Jusiberg                                                                                 | Kohlberg                         | 48° 33′ 1,7″ N, 9° 19′ 55,9″ O                      | Der Jusi ist das zweitgrößte vulkanische Vorkommen des miozänen Schwäbischen Vulkans mit Tuff, Basalt und Sinkschollen. Vom Gipfel des Jusi hervorragende Aussicht auf die Vulkanschlote des Florian, Hofbühl und Grafenberg, dahinter Albvorland, Schönbuch, Filderebene und Schurwald. Geschützt im Rahmen des Naturschutzgebiets Jusi-Auf dem Berg. | 1192                                           | 868 (13574/868)                           |
|      | Karsthöhle (Abri) ca. 1000 m ESE der Ortsmitte von Grabenstetten                         | Lenningen                        | 48° 31′ 12,8″ N, 9° 29′ 15,3″ O                     | Felsüberhang in den Kalksteinen der liegenden Bankkalk-Formation (früher Weißjura zeta1). Geschützt im Rahmen des Naturschutzgebiets Nr. 1152 Oberes Lenninger Tal mit Seitentälern. | 1.152                                          | 897 (13600/897)                           |
|      | Kleine Teckberghöhle ca. 50 m S des Teckturms E von Owen                                 | Owen                             | 48° 35′ 17,5″ N, 9° 28′ 11,1″ O                     | Ca. 7 m oberhalb des Wanderwegs öffnen sich die beiden Eingänge der Kleinen Teckberghöhle in den Kalksteinen der Unteren Felsenkalk-Formation (früher Weißjura delta). Beide Eingänge laufen zusammen und die Höhle weist eine Gesamtlänge von ca. 16 m auf. Geschützt im Rahmen des Naturschutzgebiets Nr. 1237 Teck. | 1.237                                          | 947 (13640/947)                           |
|      | Kleine und Große Schrecke ca. 1300 m SSE von Grabenstetten                               | Lenningen                        | 48° 30′ 56,9″ N, 9° 28′ 2,3″ O                      | Felsenkessel und malerische Felsenschluchten mit mehreren Kleinhöhlen und Höhlenruinen unterhalb des Schreckenfelsens. Geschützt im Rahmen des Naturschutzgebiets Nr. 1152 Oberes Lenninger Tal mit Seitentälern. | 1.152                                          | 898 (13601/898)                           |
|      | Klinge bei Stockhausen                                                                   | Ostfildern                       | 48° 30′ 48,8″ N, 9° 28′ 15,6″ O                     | Geschützt als Naturdenkmal Klinge bei Stockhausen. | 811-60803562                                   | 990 (13680/990)                           |
|      | Klinge im Gehrnwald zwischen Aichelberg und Schnait NE Aichelberg                        | Aichwald                         | 48° 46′ 58,7″ N, 9° 23′ 59,5″ O                     | Im Gehrnwald zwischen Aichelberg und Schnait ist eine Klinge mit mehreren Klingenästen im oberen Teil eingetieft, die zum Beutelsbach hin ausgerichtet ist. Dort sind Gesteine der oberen Stubensandstein-Formation sowie der hangenden Knollenmergel-Formation aufgeschlossen. Der Stubensandstein ist hier als Wechselfolge von 2–3 m mächtigen Sandsteinbänken mit ebenso mächtigen Tonmergellagen ausgebildet. Die über der letzten Sandsteinbank folgenden Tonmergel gehören stratigraphisch schon zum Knollenmergel. Im Verlauf der Klinge kommt es in den härteren Sandsteinschichten immer wieder zu kleinen Wasserfallstufen. Geschützt als Naturdenkmal Schelmenklinge (Naturdenkmal, Aichelberg). | 811-60760114                                   | 997 (9464/997)                            |
|      | Klinge im Gewann Champagne                                                               | Esslingen am Neckar, Ostfildern  | 48° 43′ 53,3″ N, 9° 16′ 38,1″ O                     | Geschützt als Naturdenkmal Klinge im Gewann Champagne. | 811-60191337                                   | 965 (13655/965)                           |
|      | Klinge im Gewann Klingenwasen                                                            | Neckartenzlingen                 | 48° 34′ 49,4″ N, 9° 13′ 38,6″ O                     | Geschützt als Naturdenkmal Klinge im Gewann Klingenwasen. | 811-60422705                                   | 985 (13675/985)                           |
|      | Klinge im Gewann Tiefenbach ca. 2200 m E der Ortsmitte von                               | Frickenhausen                    | 48° 35′ 33,1″ N, 9° 23′ 35″ O                       | Im Gewann Tiefenbach ca. 2.200 m östlich der Ortsmitte von Frickenhausen befinden sich mehrere Quellklingen zum Tiefenbach, der bei Nürtingen in den Neckar mündet. In diesen Klingen sind Gesteine des unteren Mitteljura aufgeschlossen und bei Niedrigwasser sehr gut zu studieren. Im Tiefenbach (R/H-Wert) stehen Silt- und Tonsteine der Ludwigienton-Formation (früher Braunjura beta) an. Härtere Bänke verursachen eine ca. zwei Meter hohe Wasserfallstufe. Nicht als Naturdenkmal geschützt, aber vom LGRB als schutzwürdig ausgewiesen. |                                                | 1007 (9931/1007)                          |
|      | Klinge im Klebwald W Esslingen-Weil                                                      | Esslingen am Neckar              | 48° 44′ 16,3″ N, 9° 15′ 48,7″ O                     | In der Klinge mit ihren Seitenästen ist fast die vollständige Stubensandstein-Formation aufgeschlossen. Das für die nähere Umgebung typische Profil zeigt einen unruhigen Aufbau, der durch Mergelsteinzwischenschichten und Konglomeratlagen verursacht wird. Das Bachbett ist streckenweise wannenförmig in den freigespülten Sandstein eingetieft und weist lokal kleine Wasserfallstufen auf. Geschützt als Naturdenkmal Mühlbach mit Seitenklinge im Gewann Klebwald. | 811-60191335                                   | 1005 (13642/1005)                         |
|      | Klinge im Tetschleren                                                                    | Filderstadt                      | 48° 39′ 15″ N, 9° 10′ 31,5″ O                       | Geschützt als Naturdenkmal Klinge im Tetschleren | 811-60771430                                   | 967 (13657/967)                           |
|      | Klingelgrabenbröller ca. 1000 m E von Erkenbrechtsweiler                                 | Lenningen                        | 48° 33′ 27,2″ N, 9° 26′ 47,5″ O                     | Geschützt als Naturdenkmal Schlucht mit Höhle im Gewann Klingelgraben (Klingelgrabenbröller). | 811-60792439                                   | 908 (13610/908)                           |
|      | Kräuterbühl                                                                              | Nürtingen                        | 48° 36′ 1,9″ N, 9° 17′ 47,8″ O                      | Vulkanembryo Geschützt als Naturdenkmal Vulkanembryo (Kräuterbühl). | 811-60493218                                   | 988 (13678/988)                           |
|      | Krebssteinhöhle im Rinnenwald ca. 1500 m SE von Oberlenningen                            | Lenningen                        | 48° 32′ 32″ N, 9° 29′ 35,8″ O                       | Gleich neben der Gußmannshöhle liegende kleinere, unverschlossene Höhle, Länge 33 Meter. Nicht als Naturdenkmal geschützt, aber vom LGRB als schutzwürdig ausgewiesen. |                                                | 893 (13596/893)                           |
|      | Lämmlesfelsen und Lämmlesfelsenhöhle auf der S-Seite ca. 1500 m ENE von Unterlenningen   | Lenningen                        | 48° 33′ 27,2″ N, 9° 26′ 47,5″ O                     | In den Kalksteinen der Unteren Felsenkalk-Formation (früher Weißjura delta) öffnet sich der Eingang der Lämmlesfelsenhöhle, die sich bereits nach dem Haupteingang in zwei Äste spaltet. Die Höhle ist deutlich kluftgebunden und hat eine Gesamtlänge von ca. 33 m. 200 m nordwestlich befindet sich am Westhang und in gleicher geologischer Situation der Lämmlesfelsenschacht (r.: 35 25 650, h.: 53 81 330). Nach dem kurzen Eingangsbereich (EB 1 m, EH 2,3 m) erreicht man einen 6 m hohen Schacht. Geschützt als Naturdenkmal Lämmlesfels mit Höhle und Himmelreichfels. | 811-60792449                                   | 910 (13612/910)                           |
|      | Lettengrube im Gewann Erdgruben                                                          | Aichtal                          | 48° 37′ 14,5″ N, 9° 11′ 42,8″ O                     | Geschützt als Naturdenkmal Lettengrube im Gewann Erdgruben. | 811-60811604                                   | 969 (13659/969)                           |
|      | Lettengruben im Gewann Hafnergrubenschlag                                                | Reichenbach an der Fils          | 48° 43′ 17,4″ N, 9° 27′ 17,9″ O                     | Geschützt als Naturdenkmal Lettengruben im Gewann Hafnergrubenschlag | 811-60583808                                   | 993 (13683/993)                           |
|      | Lettengrube im Gewann Schaichbergsträßle                                                 | Aichtal                          | 48° 36′ 49,4″ N, 9° 11′ 20,3″ O                     | Geschützt als Naturdenkmal Lettengrube am Schaichbergsträßle. | 811-60811623                                   | 970 (13660/970)                           |
|      | Limburg                                                                                  | Weilheim an der Teck             | 48° 36′ 14,7″ N, 9° 32′ 9,3″ O                      | Südlich von Weilheim an der Teck erhebt sich der nahezu kreisrunde und sehr ebenmäßig geformte Bergkegel der Limburg. Es handelt sich um einen Vulkanschlot des Schwäbischen Vulkans mit rund 600 Meter Durchmesser, der hier im Albvorland in den weicheren Gesteinen des Mitteljuras auf Grund seiner Härte freipräpariert wurde und nun die Umgebung um rund 180 Meter überragt. Umgeben wird er von Tonsteinen der Opalinuston-Formation (früher Braunjura alpha); an der Südwestseite sind auch noch eisenreiche Sandsteine der Ludwigienton-Formation (früher Braunjura beta) anzutreffen. In früheren Zeiten trug die Limburg eine gleichnamige Burg, von der heute nur noch Ruinen zeugen. Vom Gipfel der Limburg genießt man einen umfassenden Überblick über das Albvorland, den Albtrauf auf breiter Front sowie im Westen, Norden und Osten in das Neckarland und die Schwäbisch-Fränkischen Waldberge. Geschützt im Rahmen des Naturschutzgebiets Nr. 1177 Limburg. | 1.177                                          | 954 (10082/954)                           |
|      | Maurerklinge                                                                             | Filderstadt, Aichtal             | 48° 38′ 9,1″ N, 9° 11′ 1,4″ O                       | Geschützt als Naturdenkmal Maurerklinge | 811-60771426                                   | 966 (13656/966)                           |
|      | Max und Moritz                                                                           | Bissingen an der Teck            | 48° 34′ 16,6″ N, 9° 29′ 48,4″ O                     | Der durchschnittlich 15 Meter hohe Doppelfels aus Kalkstein liegt am Albtrauf in der Nähe von Ochsenwang. Geschützt als Naturdenkmal Max und Moritz. | 811-60120823                                   | 961 (13651/961)                           |
|      | Mittagsfelsen mit Felspartien                                                            | Lenningen                        | 48° 30′ 48,8″ N, 9° 28′ 15,6″ O                     | Felspartie am Albtrauf des Lenninger Tals. Geschützt als Naturdenkmal Mittagsfelsen mit Felspartien. | 811-60792421                                   | 978 (13668/978)                           |
|      | Molachhöhle ca. 900 m ESE der Ruine Hohenneuffen                                         | Neuffen                          | 48° 33′ 0,2″ N, 9° 24′ 15,7″ O                      | Die Molachhöhle befindet sich ca. 200 m westlich der Schanze auf dem Molach (Spielplatz) am halben Steilhang in aufragenden Kalksteinfelsen der Unteren Felsenkalk-Formation (früher Weißjura delta). Die Höhle (EB 2 m, EH 3 m) weist eine Länge von 12 m auf. Nicht als Naturdenkmal geschützt, aber vom LGRB als schutzwürdig ausgewiesen. |                                                | 1028 (13712/1028)                         |
|      | Mühlbach mit Seitenklinge im Gewann Kleebwald                                            | Esslingen am Neckar, Ostfildern  | 48° 44′ 16,1″ N, 9° 15′ 47″ O                       | . Geschützt als Naturdenkmal Mühlbach mit Seitenklinge im Gewann Kleebwald. | 811-60191335                                   | 962 (13605/962)                           |
|      | Pfeilerhöhle oberhalb der Langen Steige ca. 1500 m SW von Gutenberg                      | Lenningen                        | 48° 31′ 20″ N, 9° 30′ 26,8″ O                       | Am südlichsten Felsen auf der rechten Seite der Langen Steige fällt die im Eingangsbereich durch einen Felspfeiler geteilte Pfeilerhöhle in der Unteren Felsenkalk-Formation (früher Weißjura delta) auf (600 m NN, L 25 m). Die Höhle beginnt mit einem niedrigen Raum, aus dem ein kluftgebundener Gang in S-Form bergwärts führt. 16 m hinter dem Eingang gelangt man nach einer Engstelle in eine Querkluft. Sie ist nach beiden Seiten auf eine kurze Strecke befahrbar. Geschützt im Rahmen des Naturschutzgebiets Nr. 1152 Oberes Lenninger Tal mit Seitentälern. | 1.152                                          | 909 (13611/909)                           |
|      | Pferchhöhle im Felslabyrinth Pferch ca. 400 m N von Ochsenwang                           | Bissingen an der Teck            | 48° 35′ 0,6″ N, 9° 30′ 55,3″ O                      | Etwas oberhalb des Wanderwegs durch den Pferch nach Hepsisau befindet sich in den Kalksteinen der Unteren Felsenkalk-Formation (früher Weißjura delta) der Eingang zur 16 m langen Pferchhöhle. Geschützt im Rahmen des Naturdenkmals Abgesunkene Felsmassen (Felsenkessel des Pferchs). | 811-60120804                                   | 1001 (13695/1001)                         |
|      | Rappenloch ca. 1300 m E von Grabenstetten                                                | Lenningen                        | 48° 31′ 23″ N, 9° 28′ 40,6″ O                       | Am Fuß des ersten Felsbands aus Kalksteinen der Liegenden Bankkalk-Formation (früher Weißjura zeta1) südlich der Roßgallenäcker befindet sich der dreieckige Schacht des Rappenlochs (T 8,5 m). Geschützt im Rahmen des Naturschutzgebiets Nr. 1152 Oberes Lenninger Tal mit Seitentälern. | 1.152                                          | 895 (13598/895)                           |
|      | Reiterfelshöhle am Fuß des Reiterfelsens NE von Gutenberg                                | Lenningen                        | 48° 32′ 14,1″ N, 9° 31′ 25,4″ O                     | Die Reiterfelshöhle in den Kalksteinen der Unteren Felsenkalk-Formation (früher Weißjura delta, 690 m NN, EB 2 m, EH 5 m, L 18 m) beginnt mit einer geräumigen Nische (L 5 m). Im rechten Teil ist am Anfang ein flacher Schluf (B 1 m, H 0,3 m), der nach 3,5 m in eine niedrige Kammer mündet (B 2,5 m, H 0,8 m, L 2,5 m). Geschützt im Rahmen des Naturschutzgebiets Nr. 1152 Oberes Lenninger Tal mit Seitentälern. | 1.152                                          | 874 (13577/874)                           |
|      | Reußenstein mit Höhlen ca. 350 m N vom Reußenstein                                       | Neidlingen                       | 48° 34′ 3,6″ N, 9° 34′ 27″ O                        | Der Reußenstein stellt einen markanten spornartigen Vorsprung der Oberkante des Albtraufs dar. Die Kalksteine der Unteren Felsenkalk-Formation (früher Weißjura delta) bilden hier senkrechte Wände mit einer Gesamthöhe von etwa 60 m und Plattformen verschiedener Größe in unterschiedlicher Höhe. Neben Felsnadelbildungen sind noch mehrere kleinere Höhlen zu erwähnen, die Reußensteinhöhlen 1 und 2 mit 7 m und 14 m Länge sowie die 5 Ruine-Reußenstein-Höhlen. Geschützt als Naturdenkmal Felsen mit Reusensteinhöhle I und II. | 811-60432825                                   | 927 (13627/927)                           |
|      | Roßgallenschacht ca. 200 m E der Kläranlage von Grabenstetten                            | Lenningen                        | 48° 31′ 20,8″ N, 9° 28′ 26,5″ O                     | Rund 200 m östlich der Kläranlage Grabenstetten öffnet sich unter dem Albtrauf der enge, horizontale, etwa 12 m lange Zugang zur 43 m tiefen, senkrecht abfallenden Schachthöhle. Die Gesamtlänge der Höhle in der Unteren Felsenkalk-Formation (früher Weißjura delta) beträgt 27 m. Die Hohlräume erreichen eine maximale lichte Weite von 6 m. Die Sohle erreicht das Niveau des benachbarten Talbachs der Schröcke und steht bei Hochwasser ebenfalls unter Wasser. Einschlägige Erfahrung und Hilfsmittel sind zur Befahrung dieser Schachthöhle Voraussetzung. Geschützt im Rahmen des Naturschutzgebiets Nr. 1152 Oberes Lenninger Tal mit Seitentälern. | 1.152                                          | 891 (13594/891)                           |
|      | Schelmenklinge                                                                           | Aichwald                         | 48° 46′ 56,9″ N, 9° 24′ 1,8″ O                      | Geschützt als Naturdenkmal Schelmenklinge. | 811-60760114                                   | 959 (13649/959)                           |
|      | Schieferaufschluss im Talbach                                                            | Kirchheim unter Teck             | 48° 37′ 43,8″ N, 9° 25′ 24,1″ O                     | Geschützt als Naturdenkmal Schieferaufschluß im Talbach. | 811-60332023                                   | 976 (13665/976)                           |
|      | Schlattstaller Höhlenruine ca. 1000 m WSW von Schlattstall                               | Lenningen                        | 48° 31′ 20″ N, 9° 28′ 50,3″ O                       | Höhle in den Kalksteinen der Unteren Felsenkalk-Formation (früher Weißjura delta). Backofentyp, d. h. leicht ansteigend, wodurch sich warme Luft halten kann. Vom stattlichen Eingangsportal (EB 7,5 m, EH 10,4 m) führt die Halle ansteigend bergwärts, wo sich der Gang bald teilt. Der linke Gang endet bald, der rechte steigt stark an. Nach mehreren Schloten, Steil- und Schlufstrecken, Kammern und Hallen erreicht man eine Naturbrücke, später gelangt man wieder ins Freie. Geschützt im Rahmen des Naturschutzgebiets Nr. 1152 Oberes Lenninger Tal mit Seitentälern. | 1.152                                          | 896 (13599/896)                           |
|      | Schmetterlingshöhle im Tal der Großen Schrecke ca. 1400 m SSE von Grabenstetten          | Lenningen                        | 48° 30′ 49,6″ N, 9° 28′ 20,3″ O                     | In den Felsen aus Kalksteinen der Unteren Felsenkalk-Formation (früher Weißjura delta), wenig über der Talsohle, befindet sich der relativ große Eingang der Schmetterlingshöhle (EB 5 m, EB 6,5 m). Sie wird nach dem Eingang schnell sehr eng und bleibt bis zum Höhlenende nach ca. 127 m auch so eng. Ca. 20 m südlich befindet sich das Schreckenfelstor, eine Naturbrücke. Geschützt im Rahmen des Naturschutzgebiets Nr. 1152 Oberes Lenninger Tal mit Seitentälern. | 1.152                                          | 902 (13605/902)                           |
|      | Schmierfinkenloch und Fuchslabyrinth ca. 200 m E vom Wielandstein E von Oberlenningen    | Lenningen                        | 48° 32′ 49,9″ N, 9° 29′ 16,5″ O                     | Beide Höhlen befinden sich nahe beieinander in den Kalksteinen der Unteren Felsenkalk-Formation (früher Weißjura delta). Während das Schmierfinkenloch nur eine Nischenhöhle darstellt, handelt es sich beim Fuchslabyrinth um eine Höhle mit 55 m Länge (EB 4 m, EH 2,5 m). Geschützt im Rahmen des Naturschutzgebiets Nr. 1265 Tobeltal mit Mittagsfels und Wielandstein. | 1.265                                          | 1017 (13704/1017)                         |
|      | Sperberhöhle im Donntal ca. 300 m S der Ruine Sperberseck                                | Lenningen, Gemarkung Gutenberg   | 48° 31′ 9,7″ N, 9° 31′ 21,3″ O                      | Bei der Sperberhöhle handelt es sich um eine kleine Durchgangshöhle in den Kalksteinen der Unteren Felsenkalk-Formation (früher Weißjura delta), die an einer Kluft angelegt ist. Sie weist eine Länge von ca. 6 m auf. Geschützt im Rahmen des Naturschutzgebiets Nr. 1152 Oberes Lenninger Tal mit Seitentälern. | 1.152                                          | 884 (13588/884)                           |
|      | Steinbruch mit Magerwiese                                                                | Filderstadt                      | 48° 38′ 20,4″ N, 9° 10′ 37,1″ O                     | Der ehemalige Steinbruch liegt an der L 1209 zwischen Bonlanden und Waldenbuch. Geschützt als Naturdenkmal Steinbruch mit Magerwiese. | 811-60771436                                   | 968 (13658/968)                           |
|      | Steinbruch ca. 500 m SE von Gutenberg                                                    | Lenningen                        | 48° 31′ 56″ N, 9° 31′ 26,6″ O                       | Kalksteine der Wohlgeschichteten Kalk-Formation (früher Weißjura beta) mit schmalem Tuffgang. Geschützt im Rahmen des Naturschutzgebiets Nr. 1152 Oberes Lenninger Tal mit Seitentälern. | 1.152                                          | 878 (13581/878)                           |
|      | Steinbruch Fischer in Holzmaden                                                          | Holzmaden                        | 48° 33′ 0,6″ N, 9° 25′ 12,8″ O                      | Im Steinbruch FISCHER, ca. 100 Meter westlich des Urwelt-Museums HAUFF und westlich der Straße nach Aichelberg, werden Gesteine der Posidonienschiefer-Formation (früher Schwarzjura epsilon) abgebaut. Um an den gesuchten Fleins (eine besonders harte Gesteinsbank) zu kommen, müssen hier mehrere Meter Gesteinsschichten abgeräumt werden, wobei immer wieder phantastische Fossilfunde gelingen (Fischsaurier, Meereskrokodile, Fische, Ammoniten u. a.) Der Steinbruch ist für Fossiliensammler nach Anmeldung gegen geringe Gebühr zugänglich. Die Funde sind in dem im Steinbruch liegenden Werksmuseum zu besichtigen. Nicht als Naturdenkmal geschützt, aber vom LGRB als schutzwürdig ausgewiesen. |                                                | 1010 (6581/1010)                          |
|      | Steinbruch im Gewann Obere Ulrichshalde                                                  | Lenningen                        | 48° 33′ 1,5″ N, 9° 31′ 47,2″ O                      | Im ehemaligen Steinbruch Lauster nördlich von Schopfloch wurde bis 1974 Juramarmor abgebaut. Geschützt als Naturdenkmal Steinbruch im Gewann Obere Ulrichshalde. | 811-60792443                                   | 980 (13670/980)                           |
|      | Steinklinge E von Stg.-Heumaden                                                          | Ostfildern                       | 48° 44′ 38,1″ N, 9° 14′ 38,8″ O                     | Felsböschungen mit Sandsteinen der Stubensandstein-Formation. Geschützt als Naturdenkmal Steinklinge. Das Naturdenkmal liegt überwiegend (99 %) auf der Markung der Stadt Stuttgart. | 811-10001803                                   | 945 (13639/945)                           |
|      | Straßenböschung an der Hochwanger Steige                                                 | Lenningen                        | 48° 33′ 21,2″ N, 9° 27′ 14,9″ O                     | Entlang der Hochwanger Steige sind zahlreiche Felswände aufgeschlossen, an denen ein großer Teil des unteren und mittleren Oberjura studiert werden kann. Über Hangschutt und verdeckte Mergelsteine der Impressamergel-Formation (früher Weißjura alpha) erreicht die Straße die sehr regelmäßig aufgebauten Felswände der Wohlgeschichteten Kalk-Formation (früher Weißjura beta). Darüber stehen untere Bereiche der Lacunosamergel-Formation (früher Weißjura gamma) an, deren relativ weiche Mergelsteine nach oben zunehmend unter Hangschutt verdeckt sind. Ab der Kurve beim Kammerfels (R 35 34 000 / H 53 79 250) treten wieder Mergel- und Kalkbänke der oberen Lacunosamergel mit reicher Kleinfauna auf. Darüber wird ein sehr unruhiges Kleinrelief im Grenzbereich zu den Kalksteinen der Unteren Felsenkalk-Formation (früher Weißjura delta) mit einsetzender Verschwammung angetroffen. Dies verstärkt sich nach oben weiter bis dann die Felsenkalke der Unteren Felsenkalk-Formation (früher Weißjura delta) im oberen Teil völlig als Massenkalke erscheinen. Diese Massenkalke bilden auch die Hangkante und die Hochfläche. Nicht als Naturdenkmal geschützt, aber vom LGRB als schutzwürdig ausgewiesen. |                                                | 1025 (9876/1025)                          |
|      | Stubensandsteinbruch mit Wasserfläche                                                    | Schlaitdorf                      | 48° 44′ 38,1″ N , 9° 14′ 38,8″ O 48.743925 9.244119 | Ehemaliger Stubensandsteinbruch. Geschützt als Naturdenkmal Stubensandsteinbruch mit Wasserfläche. | 811-60633901                                   | 994 (13684/994)                           |
|      | Stubensandsteinbruch mit Tümpel                                                          | Schlaitdorf                      | 48° 44′ 38,1″ N , 9° 14′ 38,8″ O 48.743925 9.244119 | Ehemaliger Stubensandsteinbruch. Geschützt als Naturdenkmal Stubensandsteinbruch mit Tümpel. | 811-60633902                                   | 995 (13685/995)                           |
|      | Teckberghöhle auf der Höhe des südl. Teckrückens ca. 2000 m ESE von Owen                 | Owen                             | 48° 34′ 45″ N, 9° 28′ 36,2″ O                       | Auf der westlichen Rückenseite des Teckberges öffnet sich das Portal der Teckberghöhle (EB 7 m, EH 7 m) in den Kalksteinen der Unteren Felsenkalk-Formation (früher Weißjura delta). Die Höhle reicht rund 9 m in den Berg hinein Geschützt im Rahmen des Naturschutzgebiets Nr. 1237 Teck. | 1.237                                          | 920 (13621/920)                           |
|      | Teichberghöhle ca. 200 m WSW vom Engelhof E oberhalb von Unterlenningen                  | Lenningen                        |                                                     | Knapp unter der Traufkante öffnet sich oberhalb des Wanderwegs nach Unterlenningen in den Kalksteinfelsen der Unteren Felsenkalk-Formation (früher Weißjura delta) der enge und hohe Höhleneingang (EB 0,9, EH 3,7 m). Die Höhle ist insgesamt 6 m lang und 7 m hoch. Nicht als Naturdenkmal geschützt, aber vom LGRB als schutzwürdig ausgewiesen. |                                                | 1024 (13711/1024)                         |
|      | Teufelsklinge                                                                            | Nürtingen                        | 48° 38′ 34,8″ N, 9° 18′ 38,1″ O                     | Geschützt als Naturdenkmal Teufelsklinge | 811-60493240                                   | 989 (13679/989)                           |
|      | Tobel des Schabenbachs ca. 2500 m N von Beuren                                           | Frickenhausen                    | 48° 35′ 25″ N, 9° 23′ 43,7″ O                       | Obere Bereiche der Opalinuston-Formation (früher Braunjura alpha), Ludwigienton-Formation (früher Braunjura beta) bis zum Grenzbereich der Wedelsandstein-Formation (früher Braunjura gamma). Nicht als Naturdenkmal geschützt, aber vom LGRB als schutzwürdig ausgewiesen. |                                                | 1008 (13697/1008)                         |
|      | Tobelhöhle E von Oberlenningen                                                           | Lenningen                        | 48° 33′ 15,8″ N, 9° 29′ 18,2″ O                     | Die Tobelhöhle liegt unter der Hangkante des Tobeltals im Bereich der Unteren Felsenkalk-Formation (früher Weißjura delta), ist ca. 23 m lang und noch nicht völlig erschlossen. Sie steigt gleich nach dem Eingang steil an (Backofentyp). Bei Ausgrabungen konnten Geräte aus der Bronzezeit gefunden werden. In der näheren Umgebung gibt es im gleichen Niveau weitere Höhlen. Nicht als Naturdenkmal geschützt, aber vom LGRB als schutzwürdig ausgewiesen. |                                                | 1015 (13702/1015)                         |
|      | Totenweghöhle am Totenwegle zwischen Hochwang und Oberlenningen                          | Lenningen                        | 48° 32′ 49,8″ N, 9° 27′ 2,4″ O                      | In den Kalksteinen der Unteren Felsenkalk-Formation (früher Weißjura delta) öffnet sich der Eingang zur 12 Meter langen Totenweghöhle. Nicht als Naturdenkmal geschützt, aber vom LGRB als schutzwürdig ausgewiesen. |                                                | 1012 (13699/1012)                         |
|      | Umgebung des Wasserbehälters SE von Schopfloch am „Buchenrain“                           | Lenningen                        | 48° 32′ 19,3″ N, 9° 32′ 14,1″ O                     | Lesesteine mit verkieselten Fossilien (Korallen u. a.) aus dem Grenzbereich Zementmergel- und Hangende Bankkalk-Formation (früher Weißjura zeta2 und 3). Nicht als Naturdenkmal geschützt, aber vom LGRB als schutzwürdig ausgewiesen. |                                                | 1021 (13708/1021)                         |
|      | Vulkanembryo im Gewann Bölle                                                             | Owen                             | 48° 35′ 53,8″ N, 9° 27′ 38,2″ O                     | Basalttuffschlot des Schwäbischen Vulkans. Geschützt als Naturdenkmal Vulkanembryo im Gewann Bölle | 811-60543607                                   | 991 (13681/991)                           |
|      | Wachtelbergspalten am Hang des Wachtelbergs ca. 700 m NNW von Schlattstall               | Lenningen                        | 48° 32′ 55,4″ N, 9° 29′ 20,9″ O                     | Bergsturzgebiet in den Kalksteinen der Unteren Felsenkalk-Formation (früher Weißjura delta) mit hangparallel verlaufenden Spalten (Höllenlöchern). Darin öffnet sich im unteren (talseitigen) Bereich die Wachtelbergspalte mit einer Breite von 0,5 m, einer Länge von 15 m und einer Tiefe von 15 m. Nicht als Naturdenkmal geschützt, aber vom LGRB als schutzwürdig ausgewiesen. |                                                | 1019 (13706/1019)                         |
|      | Wannenfelshöhle unterhalb des Wannenfelsens E von Oberlenningen                          | Lenningen                        | 48° 32′ 55,4″ N, 9° 29′ 20,9″ O                     | An der Südostseite des Wannenfelsens nordöstlich der Ruine Wielandstein befindet sich in den Kalksteinen der Unteren Felsenkalk-Formation (früher Weißjura delta) eine Durchgangshöhle mit 21 m Länge. Geschützt im Rahmen des Naturschutzgebiets Nr. 1265 Tobeltal mit Mittagsfels und Wielandstein. | 1265                                           | 1016 (13703/1016)                         |
|      | Wasserfallhöhle im Talschluss der Großen Schrecke ca. 1500 m SSE von Grabenstetten       | Lenningen                        | 48° 30′ 47,2″ N, 9° 28′ 21,7″ O                     | Die gegenüber der Schmetterlingshöhle liegende Wasserfallhöhle in den Kalksteinen der Unteren Felsenkalk-Formation (früher Weißjura delta) besteht aus zwei parallelen Gängen, die am Ende des rechten Gangs durch einen Schluf miteinander verbunden sind. Der linke Gang wird infolge Wasser bald unpassierbar. Insgesamt ist die Höhle auf 28 m erforscht. Geschützt im Rahmen des Naturschutzgebiets Nr. 1152 Oberes Lenninger Tal mit Seitentälern. | 1.152                                          | 903 (13606/903)                           |
|      | Wasserfelsen ca. 500 m NNW von Gutenberg                                                 | Lenningen                        | 48° 32′ 18,7″ N, 9° 31′ 2″ O                        | Der aus Kalksteinen der Unteren Felsenkalk-Formation (früher Weißjura delta) bestehende Wasserfelsen ist ein knapp unterhalb der Albhochfläche befindlicher, großer Einzelfels mit Plattform und senkrecht abfallenden Wänden. Geschützt im Rahmen des Naturschutzgebiets Nr. 1152 Oberes Lenninger Tal mit Seitentälern. | 1.152                                          | 873 (13576/873)                           |
|      | Weilersteighöhle an der Hochwanger Steige wenig E von Hochwang                           | Lenningen                        | 48° 32′ 52,1″ N, 9° 27′ 7,8″ O                      | In einem hohen Felsen aus Kalksteinen der Unteren Felsenkalk-Formation (früher Weißjura delta) an der Straße befindet sich die Weilersteighöhle mit einer Länge von 22 Metern. Die durchweg breite, aber enge Höhle führt leicht bergab und endet mit einem Versturz. Nicht als Naturdenkmal geschützt, aber vom LGRB als schutzwürdig ausgewiesen. |                                                | 1013 (13700/1013)                         |